# Lista de campeões da Major League Baseball em vitórias

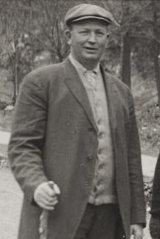
Cy Young venceu 511 jogos durante sua carreira, 94 a mais do que o segundo colocado Walter Johnson.

A Major League Baseball reconhece o jogador ou jogadores em cada liga[a] com mais vitórias em cada temporada.[b] No beisebol, uma  vitória é uma estatística usada para avaliar os arremessadores. O crédito pela vitória é dado pelo anotador oficial ao arremessador cujo time toma a frente e mantém a liderança. Se um jogo está empatado ou se a liderança muda para o outro time, todos os arremessadores que participaram e saíram do jogo naquele ponto não estão aptos a receber o crédito pela vitória. Um arremessador de início de partida (em inglês starting pitcher) é inelegível para a vitória se não completou cinco ou mais  entradas da partida; ao contrário, o anotador pode recompensar com a vitória o arremessador fechador que foi "mais efetivo... no julgamento do anotador oficial".

## História
O primeiro campeão em vitórias da Liga Nacional foi Albert Spalding com 47 vitórias após liderar também a liga semi-profissional National Association em cada uma de suas cinco temporadas. Membro do Hall of Fame, o arremessador Cy Young liderou a Liga Americana em vitórias em seus três primeiros anos de existência (1901–1903), acumulando 33, 32 e 28 vitórias nestas temporadas jogando pelo Boston Americans. Warren Spahn foi o líder em 8 campeonatos jogando pelo Boston e Milwaukee Braves em suas 21 temporadas jogadas.

### Seis títulos

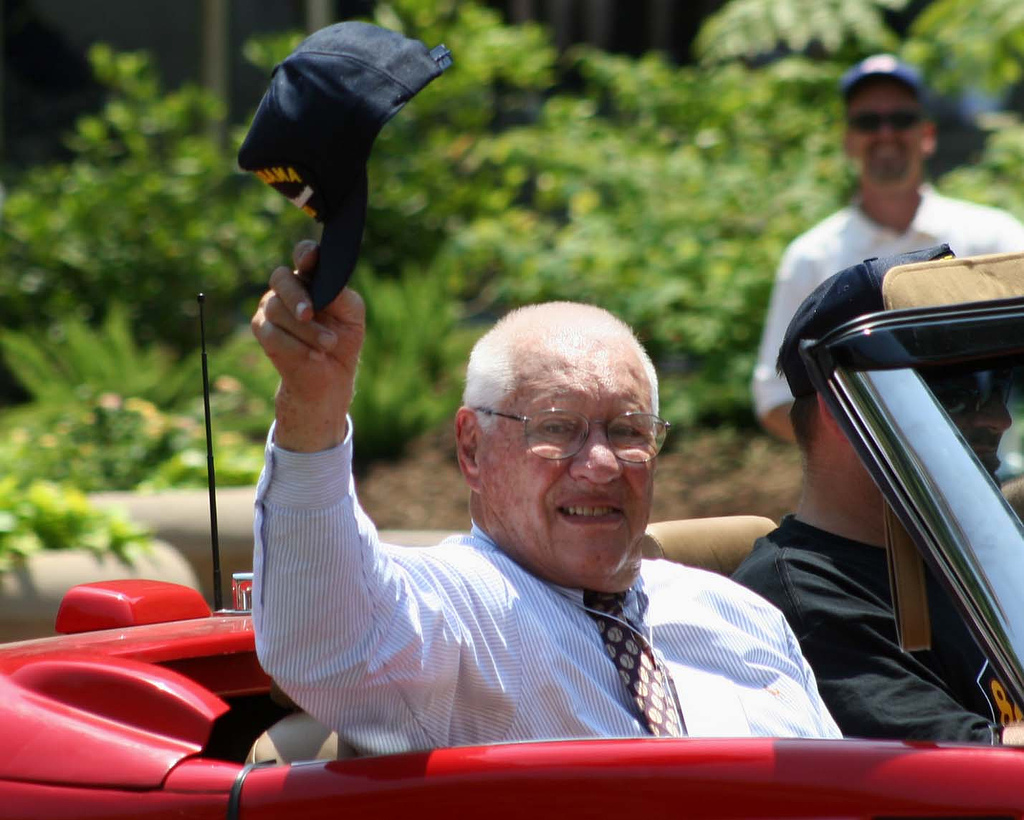
Bob Feller: 6 vezes campeão da Liga Americana

Três jogadores lideraram suas ligas em vitórias por seis vezes em suas carreiras. Grover Cleveland Alexander liderou a Liga Nacional em vitórias seis vezes, com sua maior marca sendo atingida em 1916 com 33 vitórias. Na Liga Americana, dois arremessadores conseguiram o mesmo feito: Walter Johnson, com 36 vitórias em 1913—sua primeira temporada liderando a liga, e Bob Feller.

### Cinco e quatro títulos
Além de seus três títulos em vitórias da Liga Americana, Cy Young também liderou a Liga Nacional duas vezes (1892, 1895) se tornando o terceiro maior vencedor na história da MLB. Joe McGinnity e Tom Glavine também conseguiram cinco títulos na Liga Nacional. Arremessadores que lideraram em suas ligas por quatro vezes incluem Steve Carlton, Roger Clemens, Christy Mathewson, Hal Newhouser, e Robin Roberts.

### Mais vitórias em uma temporada da Major League

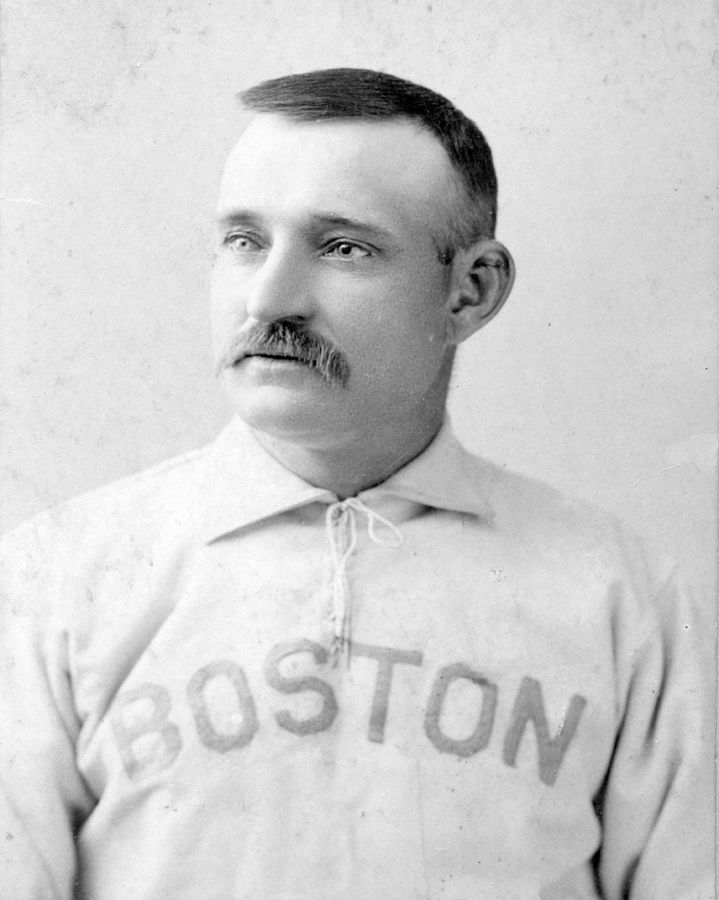
Charles Radbourn detém o recorde da MLB de mais vitórias em temporada única.

Charles "Old Hoss" Radbourn detém o recorde da MLB de mais vitórias em temporada única; cravou 59 vitórias em 1884. Há um discrepância no total de vitórias de Radbourn em 1884. A enciclopédia MacMillan Baseball Encyclopedia, bem como outras fontes creditam a Radbourn 60 vitórias (contra 12 derrotas), outras fontes colocam seu total em 62 vitórias. Ele e John Clarkson (53 vitórias em 1885) são os únicos arremessadores a ultrapassar 50 vitórias em temporada única nas atuais grandes ligas; Guy Hecker também alcançou o feito na American Association. O líder da Liga Americana é Jack Chesbro, que ganhou 41 jogos pelo New York Yankees em 1904; seu total é o mais alto desde a consolidação da Major League Baseball em 1901. O total mais alto já alcançado na Liga Nacional aconteceu em 1908 com as 37 vitórias de Mathewson. A mais ampla margem de vitória na batalha pelo título é de 21 vitórias, alcançado por Clarkson em 1889; ele ganhou 49 jogos, enquanto os competidores mais próximos, (Charlie Buffinton e Tim Keefe) venceram 28 cada. A maior margem na Liga Americana foi de 16 vitórias—Ed Walsh acumulou 40 vitórias em 1908, seguido por Addie Joss e Ed Summers com 24 vitórias cada.
O número de vitórias requiridas para liderar a liga em cada liga tem diminuído significamente no último século. Por exemplo, de 1900-1920, a média de número de vitórias para o líder na Liga Americana era 30,8; de 1990-2010, era 20,9.

### Empates
Empates no campeonato em vitórias são comuns. O mais recente empate na Liga Americana foi em 2012, quando Jered Weaver e  David Price empataram na liderança com 20 vitórias cada. O mais recente empate na Liga Nacional foi em 2011, quando Ian Kennedy e Clayton Kershaw empataram com 21 vitórias cada. O maior número de arremessadores que compartilharam o título em uma temporada aconteceu em 2006 quando seis jogadores dividiram o título:  Aaron Harang, Derek Lowe, Brad Penny, John Smoltz, Brandon Webb e  Carlos Zambrano venceram 16 jogos na Liga Nacional. Na Liga Americana, quatro arremessadores dividiram o prêmio em 1981.

## Campo
| Ano               | Ano em que a temporada ocorreu                                             |
| Campeão(ões)      | Jogador ou jogadores com o maior número de vitórias na liga                |
| W                 | Número de vitórias                                                         |
| Vice-campeão(ões) | Jogador ou jogadores com o segundo maior número de vitórias na liga        |
| Liga              | Denotado apenas para jogadores que atuaram fora das modernas grandes ligas |
| †                 | Membro do National Baseball Hall of Fame and Museum                        |

## Liga Nacional

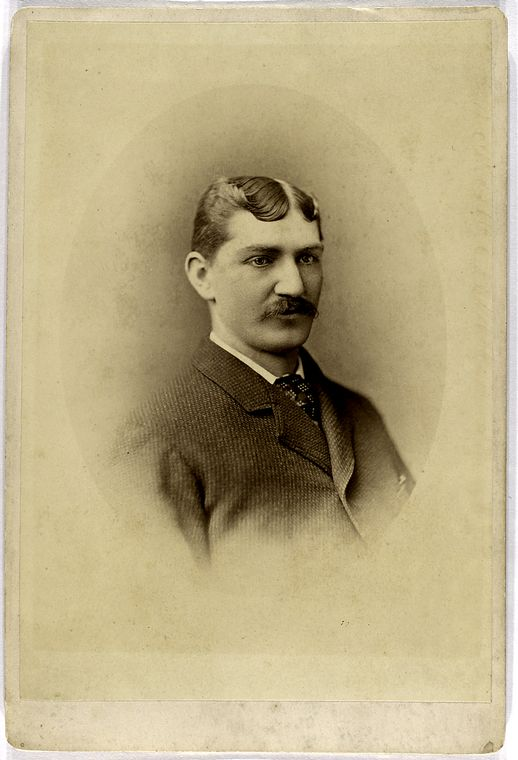
Tommy Bond venceu a Tríplice Coroa em 1877, liderando a Liga Nacional em vitórias, strikeouts e ERA.

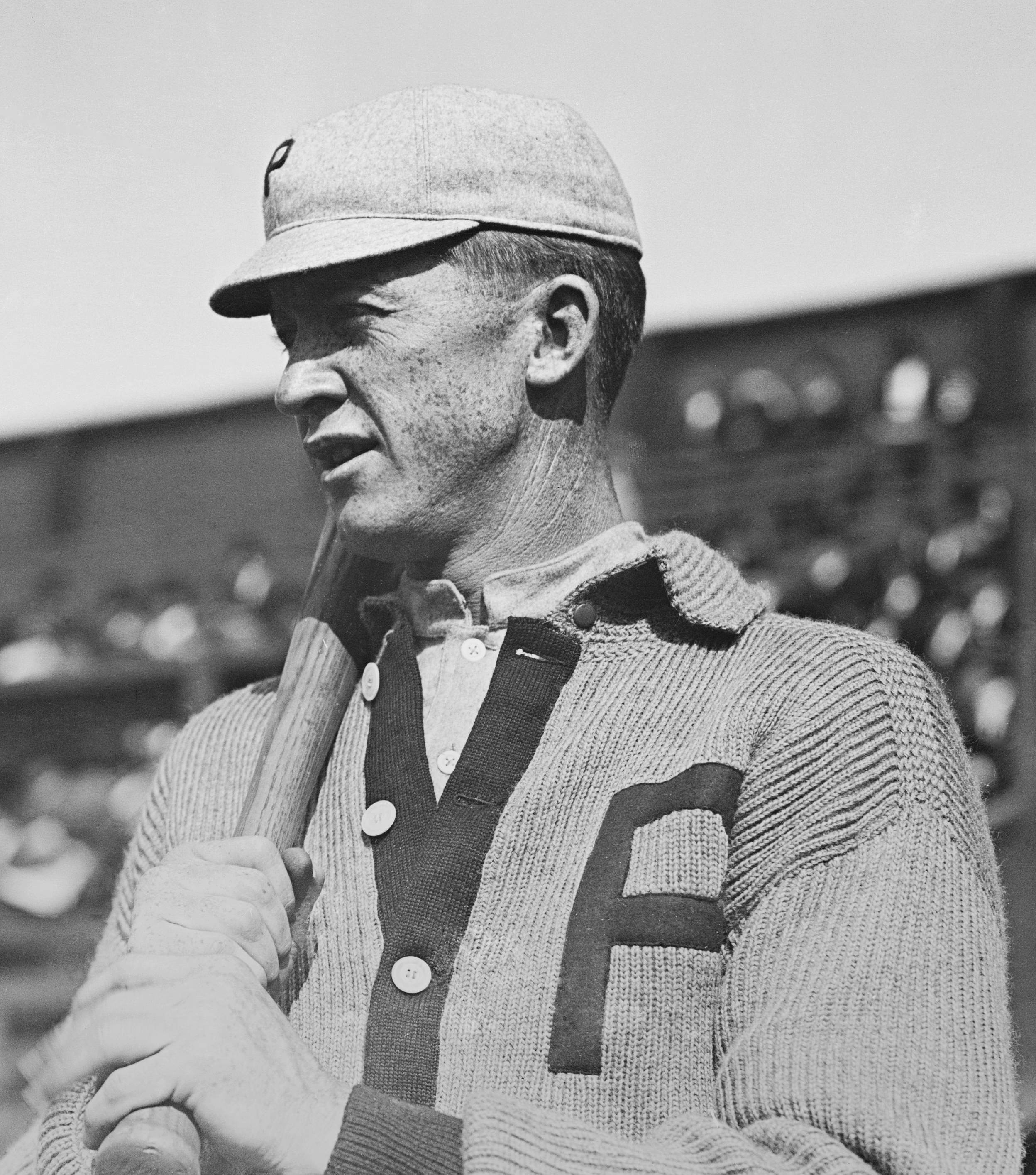
Grover Cleveland Alexander liderou a Liga Nacional em vitórias por seis vezes em dez temporadas.

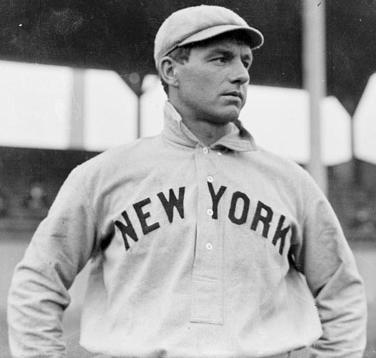
Membro do Hall of Fame Joe McGinnity conseguiu o título pela Liga Nacional cinco vezes.

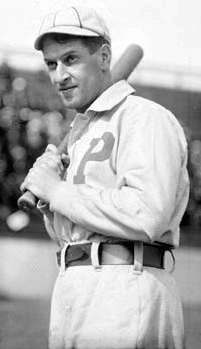
Kid Nichols liderou a Liga Nacional em vitórias três vezes consecutivas (1896–1898).

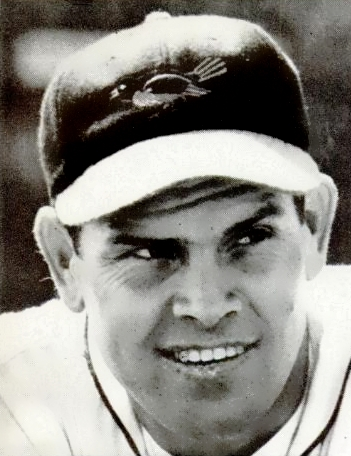
Robin Roberts liderou a Liga Nacional em vitórias por quatro anos consecutivos (1952–1955).

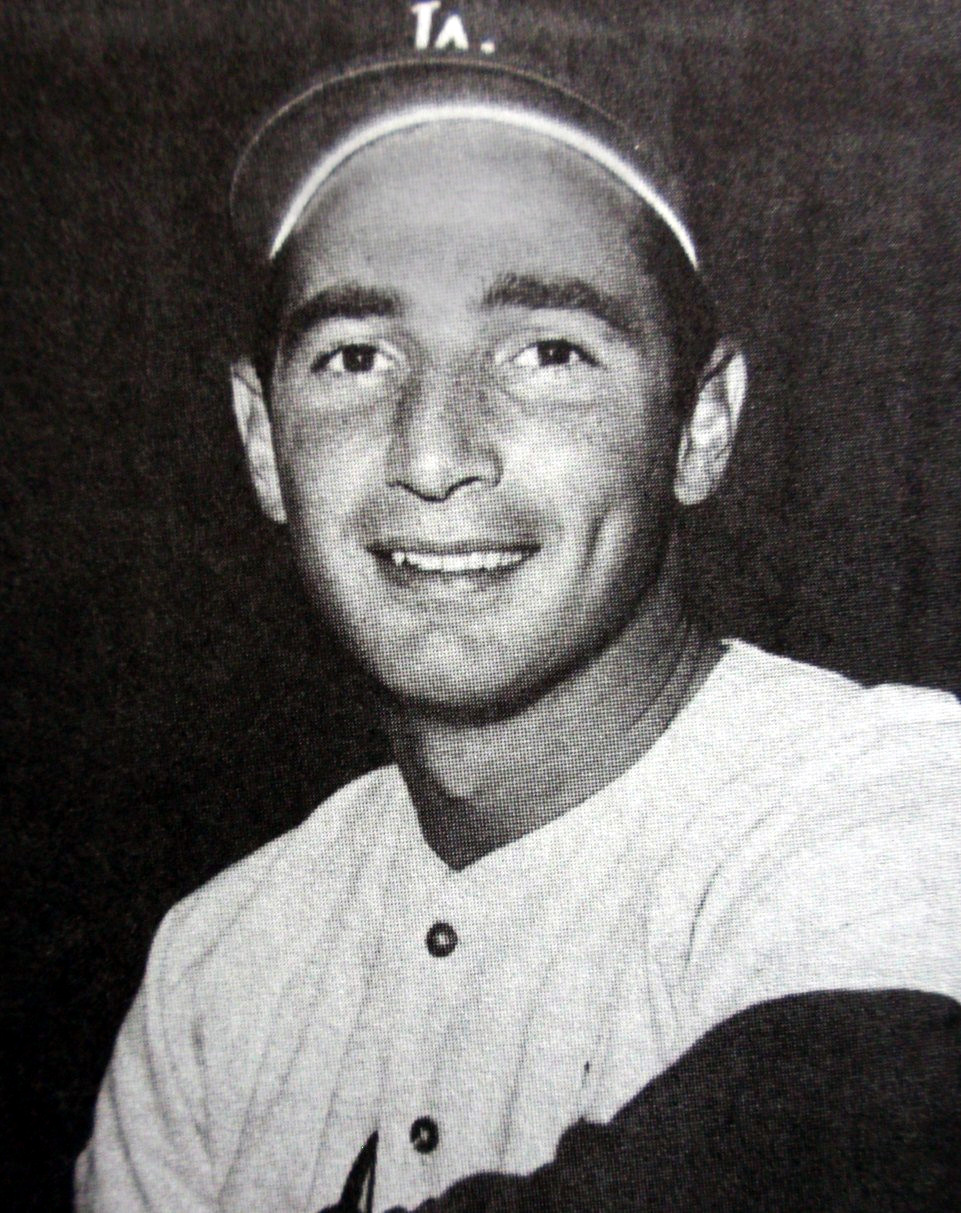
Membro do Hall of Fame Sandy Koufax lidou a LN em vitórias três vezes antes de se aposentar na idade de 30 anos.

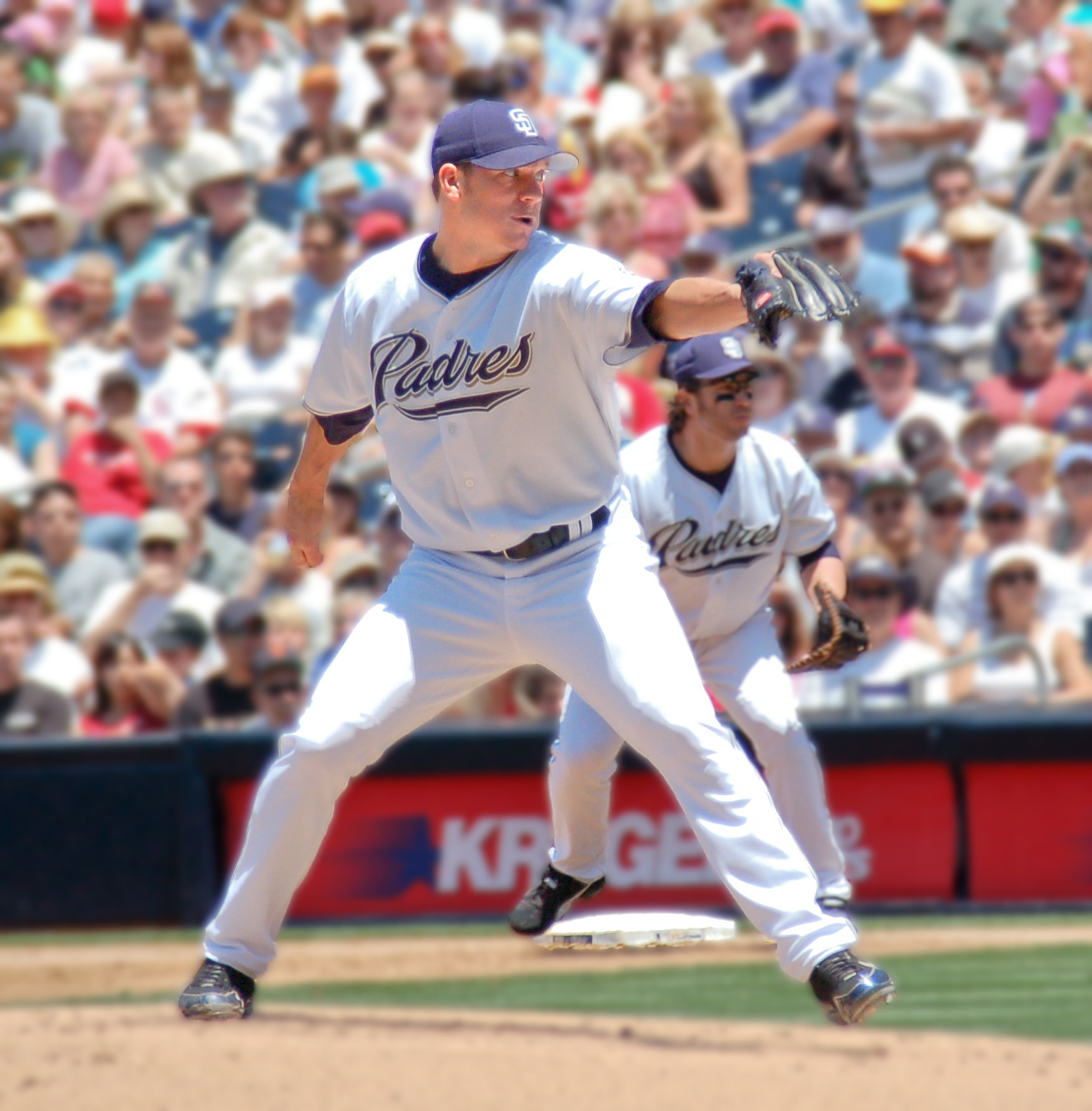
Jake Peavy liderou a Liga Nacional com 19 vitórias em 2007.

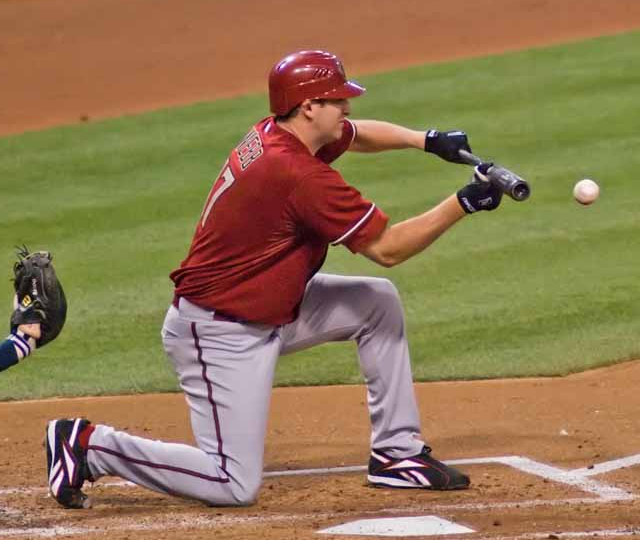
O vencedor do Cy Young Award em 2006, Brandon Webb liderou a Liga Nacional com 22 vitórias em 2008.

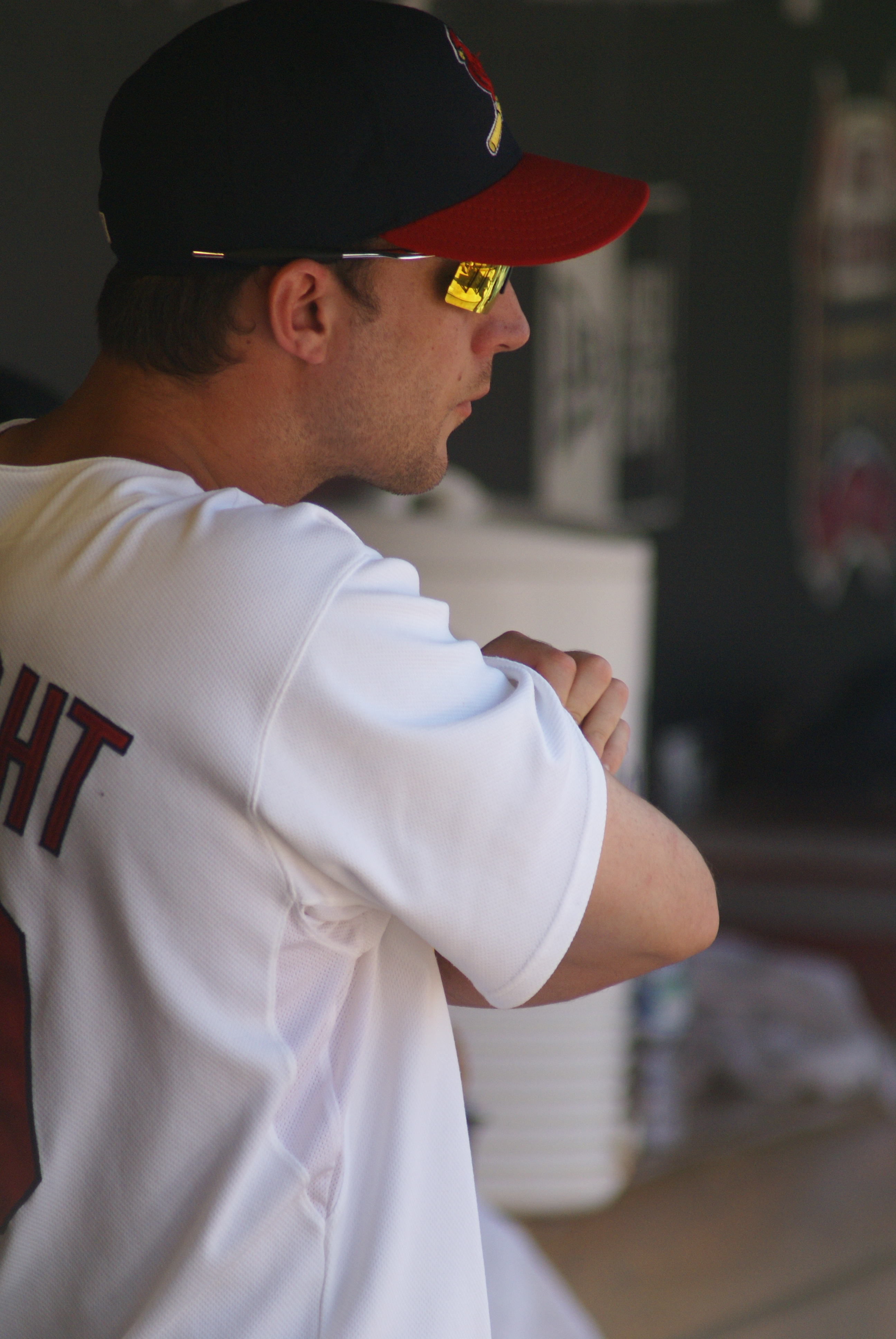
Adam Wainwright (19 vitórias) e seu companheiro de St. Louis Cardinals Chris Carpenter (17 vitórias) foram primeiro e segundo em 2009, respectivamente.

| Ano  | Campeão(ões)                                                                 | W  | Time                                                                                 | Vice-campeão(ões)                                                   | W  | Ref     |
| ---- | ---------------------------------------------------------------------------- | -- | ------------------------------------------------------------------------------------ | ------------------------------------------------------------------- | -- | ------- |
| 1876 | Albert Spalding†                                                             | 47 | Chicago White Stockings                                                              | George Bradley                                                      | 45 | [ 23 ]  |
| 1877 | Tommy Bond                                                                   | 40 | Boston Red Caps                                                                      | Jim Devlin                                                          | 35 | [ 24 ]  |
| 1878 | Tommy Bond                                                                   | 40 | Boston Red Caps                                                                      | Will White                                                          | 30 | [ 25 ]  |
| 1879 | John Montgomery Ward†                                                        | 47 | Providence Grays                                                                     | Tommy Bond Will White                                               | 43 | [ 26 ]  |
| 1880 | Jim McCormick                                                                | 45 | Cleveland Spiders                                                                    | Larry Corcoran                                                      | 43 | [ 27 ]  |
| 1881 | Larry Corcoran Jim Whitney                                                   | 31 | Chicago White Stockings Boston Red Caps                                              | George Derby                                                        | 29 | [ 28 ]  |
| 1882 | Jim McCormick                                                                | 36 | Cleveland Spiders                                                                    | Charles Radbourn†                                                   | 33 | [ 29 ]  |
| 1883 | Charles Radbourn†                                                            | 48 | Providence Grays                                                                     | Pud Galvin†                                                         | 46 | [ 30 ]  |
| 1884 | Charles Radbourn†                                                            | 59 | Providence Grays                                                                     | Charlie Buffinton                                                   | 46 | [ 31 ]  |
| 1885 | John Clarkson†                                                               | 53 | New York Giants                                                                      | Mickey Welch†                                                       | 44 | [ 32 ]  |
| 1886 | Lady Baldwin Tim Keefe†                                                      | 42 | Detroit Wolverines New York Giants                                                   | John Clarkson†                                                      | 36 | [ 33 ]  |
| 1887 | John Clarkson†                                                               | 38 | Chicago White Stockings                                                              | Tim Keefe†                                                          | 35 | [ 34 ]  |
| 1888 | Tim Keefe†                                                                   | 35 | New York Giants                                                                      | John Clarkson†                                                      | 33 | [ 35 ]  |
| 1889 | John Clarkson†                                                               | 49 | Boston Beaneaters                                                                    | Charlie Buffinton Tim Keefe†                                        | 28 | [ 36 ]  |
| 1890 | Bill Hutchinson                                                              | 41 | Chicago White Stockings                                                              | Kid Gleason                                                         | 38 | [ 37 ]  |
| 1891 | Bill Hutchinson                                                              | 44 | Chicago White Stockings                                                              | John Clarkson† Amos Rusie†                                          | 33 | [ 38 ]  |
| 1892 | Bill Hutchinson Cy Young†                                                    | 36 | Chicago White Stockings Cleveland Spiders                                            | Kid Nichols† Jack Stivetts                                          | 35 | [ 39 ]  |
| 1893 | Frank Killen                                                                 | 36 | Pittsburgh Pirates                                                                   | Kid Nichols† Cy Young†                                              | 34 | [ 40 ]  |
| 1894 | Amos Rusie†                                                                  | 36 | New York Giants                                                                      | Jouett Meekin                                                       | 33 | [ 41 ]  |
| 1895 | Cy Young†                                                                    | 35 | Cleveland Spiders                                                                    | Bill Hoffer Pink Hawley                                             | 31 | [ 42 ]  |
| 1896 | Frank Killen Kid Nichols†                                                    | 30 | Pittsburgh Pirates Boston Beaneaters                                                 | Cy Young†                                                           | 28 | [ 43 ]  |
| 1897 | Kid Nichols†                                                                 | 31 | Boston Beaneaters                                                                    | Amos Rusie†                                                         | 28 | [ 44 ]  |
| 1898 | Kid Nichols†                                                                 | 31 | Boston Beaneaters                                                                    | Bert Cunningham                                                     | 28 | [ 45 ]  |
| 1899 | Jay Hughes Joe McGinnity†                                                    | 28 | Baltimore Orioles Brooklyn Superbas                                                  | Vic Willis†                                                         | 27 | [ 46 ]  |
| 1900 | Joe McGinnity†                                                               | 28 | Brooklyn Superbas                                                                    | Bill Dinneen Brickyard Kennedy Deacon Phillippe Jesse Tannehill     | 20 | [ 47 ]  |
| 1901 | Bill Donovan                                                                 | 25 | Brooklyn Superbas                                                                    | Jack Harper                                                         | 23 | [ 48 ]  |
| 1902 | Jack Chesbro†                                                                | 28 | Pittsburgh Pirates                                                                   | Togie Pittinger Vic Willis†                                         | 27 | [ 49 ]  |
| 1903 | Joe McGinnity†                                                               | 31 | New York Giants                                                                      | Christy Mathewson†                                                  | 30 | [ 50 ]  |
| 1904 | Joe McGinnity†                                                               | 35 | New York Giants                                                                      | Christy Mathewson†                                                  | 33 | [ 51 ]  |
| 1905 | Christy Mathewson†                                                           | 31 | New York Giants                                                                      | Togie Pittinger                                                     | 23 | [ 52 ]  |
| 1906 | Joe McGinnity†                                                               | 27 | New York Giants                                                                      | Mordecai Brown†                                                     | 26 | [ 53 ]  |
| 1907 | Christy Mathewson†                                                           | 24 | New York Giants                                                                      | Orval Overall                                                       | 23 | [ 54 ]  |
| 1908 | Christy Mathewson†                                                           | 37 | New York Giants                                                                      | Mordecai Brown†                                                     | 29 | [ 55 ]  |
| 1909 | Mordecai Brown†                                                              | 27 | Chicago Cubs                                                                         | Howie Camnitz Christy Mathewson†                                    | 25 | [ 56 ]  |
| 1910 | Christy Mathewson†                                                           | 27 | New York Giants                                                                      | Mordecai Brown†                                                     | 25 | [ 57 ]  |
| 1911 | Grover Cleveland Alexander†                                                  | 28 | Philadelphia Phillies                                                                | Christy Mathewson†                                                  | 26 | [ 58 ]  |
| 1912 | Larry Cheney Rube Marquard†                                                  | 26 | Chicago Cubs New York Giants                                                         | Claude Hendrix                                                      | 24 | [ 59 ]  |
| 1913 | Tom Seaton                                                                   | 27 | Philadelphia Phillies                                                                | Christy Mathewson†                                                  | 25 | [ 60 ]  |
| 1914 | Grover Cleveland Alexander†                                                  | 27 | Philadelphia Phillies                                                                | Bill James Dick Rudolph Jeff Tesreau                                | 26 | [ 61 ]  |
| 1915 | Grover Cleveland Alexander†                                                  | 31 | Philadelphia Phillies                                                                | Dick Rudolph                                                        | 22 | [ 62 ]  |
| 1916 | Grover Cleveland Alexander†                                                  | 33 | Philadelphia Phillies                                                                | Jeff Pfeffer                                                        | 25 | [ 63 ]  |
| 1917 | Grover Cleveland Alexander†                                                  | 30 | Philadelphia Phillies                                                                | Fred Toney                                                          | 24 | [ 64 ]  |
| 1918 | Hippo Vaughn                                                                 | 22 | Chicago Cubs                                                                         | Claude Hendrix                                                      | 20 | [ 65 ]  |
| 1919 | Jesse Barnes                                                                 | 25 | New York Giants                                                                      | Slim Sallee Hippo Vaughn                                            | 21 | [ 66 ]  |
| 1920 | Grover Cleveland Alexander†                                                  | 27 | Chicago Cubs                                                                         | Wilbur Cooper                                                       | 24 | [ 67 ]  |
| 1921 | Wilbur Cooper Burleigh Grimes†                                               | 22 | Pittsburgh Pirates Brooklyn Robins                                                   | Art Nehf Joe Oeschger                                               | 20 | [ 68 ]  |
| 1922 | Eppa Rixey†                                                                  | 25 | Cincinnati Reds                                                                      | Wilbur Cooper                                                       | 23 | [ 69 ]  |
| 1923 | Dolf Luque                                                                   | 27 | Cincinnati Reds                                                                      | Johnny Morrison                                                     | 25 | [ 70 ]  |
| 1924 | Dazzy Vance†                                                                 | 28 | Brooklyn Robins                                                                      | Burleigh Grimes†                                                    | 22 | [ 71 ]  |
| 1925 | Dazzy Vance†                                                                 | 22 | Brooklyn Robins                                                                      | Pete Donohue Eppa Rixey†                                            | 21 | [ 72 ]  |
| 1926 | Pete Donohue Ray Kremer Lee Meadows Flint Rhem                               | 20 | Cincinnati Reds Pittsburgh Pirates St. Louis Cardinals                               | Carl Mays                                                           | 19 | [ 73 ]  |
| 1927 | Charlie Root                                                                 | 26 | Chicago Cubs                                                                         | Jesse Haines†                                                       | 24 | [ 74 ]  |
| 1928 | Larry Benton Burleigh Grimes†                                                | 25 | New York Giants Pittsburgh Pirates                                                   | Dazzy Vance†                                                        | 22 | [ 75 ]  |
| 1929 | Pat Malone                                                                   | 22 | Chicago Cubs                                                                         | Red Lucas Charlie Root                                              | 19 | [ 76 ]  |
| 1930 | Ray Kremer Pat Malone                                                        | 20 | Brooklyn Robins                                                                      | Freddie Fitzsimmons                                                 | 19 | [ 77 ]  |
| 1931 | Jumbo Elliott Bill Hallahan Heinie Meine                                     | 19 | Philadelphia Phillies St. Louis Cardinals Pittsburgh Pirates                         | Ed Brandt Paul Derringer Freddie Fitzsimmons                        | 18 | [ 78 ]  |
| 1932 | Lon Warneke                                                                  | 22 | Chicago Cubs                                                                         | Watty Clark                                                         | 20 | [ 79 ]  |
| 1933 | Carl Hubbell†                                                                | 23 | New York Giants                                                                      | Guy Bush Ben Cantwell Dizzy Dean†                                   | 20 | [ 80 ]  |
| 1934 | Dizzy Dean†                                                                  | 30 | St. Louis Cardinals                                                                  | Hal Schumacher                                                      | 23 | [ 81 ]  |
| 1935 | Dizzy Dean†                                                                  | 28 | St. Louis Cardinals                                                                  | Carl Hubbell†                                                       | 23 | [ 82 ]  |
| 1936 | Carl Hubbell†                                                                | 26 | New York Giants                                                                      | Dizzy Dean†                                                         | 24 | [ 83 ]  |
| 1937 | Carl Hubbell†                                                                | 22 | New York Giants                                                                      | Lou Fette Cliff Melton Jim Turner                                   | 20 | [ 84 ]  |
| 1938 | Bill Lee                                                                     | 22 | Chicago Cubs                                                                         | Paul Derringer                                                      | 21 | [ 85 ]  |
| 1939 | Bucky Walters                                                                | 27 | Cincinnati Reds                                                                      | Paul Derringer                                                      | 25 | [ 86 ]  |
| 1940 | Bucky Walters                                                                | 22 | Cincinnati Reds                                                                      | Paul Derringer Claude Passeau                                       | 20 | [ 87 ]  |
| 1941 | Kirby Higbe Whit Wyatt                                                       | 22 | Brooklyn Dodgers                                                                     | Elmer Riddle Bucky Walters                                          | 19 | [ 88 ]  |
| 1942 | Mort Cooper                                                                  | 22 | St. Louis Cardinals                                                                  | Johnny Beazley                                                      | 21 | [ 89 ]  |
| 1943 | Mort Cooper Elmer Riddle Rip Sewell                                          | 21 | St. Louis Cardinals Cincinnati Reds Pittsburgh Pirates                               | Hiram Bithorn                                                       | 18 | [ 90 ]  |
| 1944 | Bucky Walters                                                                | 23 | Cincinnati Reds                                                                      | Mort Cooper                                                         | 22 | [ 91 ]  |
| 1945 | Red Barrett                                                                  | 23 | Boston Braves St. Louis Cardinals                                                    | Hank Wyse                                                           | 22 | [ 92 ]  |
| 1946 | Howie Pollet                                                                 | 21 | St. Louis Cardinals                                                                  | Johnny Sain                                                         | 20 | [ 93 ]  |
| 1947 | Ewell Blackwell                                                              | 22 | Cincinnati Reds                                                                      | Ralph Branca Larry Jansen Johnny Sain Warren Spahn†                 | 21 | [ 94 ]  |
| 1948 | Johnny Sain                                                                  | 24 | Boston Braves                                                                        | Harry Brecheen                                                      | 20 | [ 95 ]  |
| 1949 | Warren Spahn†                                                                | 21 | Boston Braves                                                                        | Howie Pollet                                                        | 20 | [ 96 ]  |
| 1950 | Warren Spahn†                                                                | 21 | Boston Braves                                                                        | Robin Roberts† Johnny Sain                                          | 20 | [ 97 ]  |
| 1951 | Larry Jansen Sal Maglie                                                      | 23 | New York Giants                                                                      | Preacher Roe Warren Spahn†                                          | 22 | [ 98 ]  |
| 1952 | Robin Roberts†                                                               | 28 | Philadelphia Phillies                                                                | Sal Maglie                                                          | 18 | [ 99 ]  |
| 1953 | Robin Roberts† Warren Spahn†                                                 | 23 | Philadelphia Phillies Milwaukee Braves                                               | Carl Erskine Harvey Haddix                                          | 20 | [ 100 ] |
| 1954 | Robin Roberts†                                                               | 23 | Philadelphia Phillies                                                                | Johnny Antonelli Warren Spahn†                                      | 21 | [ 101 ] |
| 1955 | Robin Roberts†                                                               | 23 | Philadelphia Phillies                                                                | Don Newcombe                                                        | 20 | [ 102 ] |
| 1956 | Don Newcombe                                                                 | 27 | Brooklyn Dodgers                                                                     | Johnny Antonelli Warren Spahn†                                      | 20 | [ 103 ] |
| 1957 | Warren Spahn†                                                                | 21 | Milwaukee Braves                                                                     | Jack Sanford                                                        | 19 | [ 104 ] |
| 1958 | Bob Friend Warren Spahn†                                                     | 22 | Pittsburgh Pirates Milwaukee Braves                                                  | Lew Burdette                                                        | 20 | [ 105 ] |
| 1959 | Lew Burdette Sam Jones Warren Spahn†                                         | 21 | Milwaukee Braves San Francisco Giants Milwaukee Braves                               | Johnny Antonelli                                                    | 19 | [ 106 ] |
| 1960 | Ernie Broglio Warren Spahn†                                                  | 21 | St. Louis Cardinals Milwaukee Braves                                                 | Vern Law                                                            | 20 | [ 107 ] |
| 1961 | Joey Jay Warren Spahn†                                                       | 21 | Cincinnati Reds Milwaukee Braves                                                     | Jim O'Toole                                                         | 19 | [ 108 ] |
| 1962 | Don Drysdale†                                                                | 25 | Los Angeles Dodgers                                                                  | Jack Sanford                                                        | 24 | [ 109 ] |
| 1963 | Sandy Koufax† Juan Marichal†                                                 | 25 | Los Angeles Dodgers San Francisco Giants                                             | Jim Maloney Warren Spahn†                                           | 23 | [ 110 ] |
| 1964 | Larry Jackson                                                                | 24 | Chicago Cubs                                                                         | Juan Marichal†                                                      | 21 | [ 111 ] |
| 1965 | Sandy Koufax†                                                                | 26 | Los Angeles Dodgers                                                                  | Tony Cloninger                                                      | 24 | [ 112 ] |
| 1966 | Sandy Koufax†                                                                | 27 | Los Angeles Dodgers                                                                  | Juan Marichal†                                                      | 25 | [ 113 ] |
| 1967 | Mike McCormick                                                               | 22 | San Francisco Giants                                                                 | Ferguson Jenkins†                                                   | 20 | [ 114 ] |
| 1968 | Juan Marichal†                                                               | 26 | San Francisco Giants                                                                 | Bob Gibson†                                                         | 22 | [ 115 ] |
| 1969 | Tom Seaver†                                                                  | 25 | New York Mets                                                                        | Phil Niekro†                                                        | 23 | [ 116 ] |
| 1970 | Bob Gibson† Gaylord Perry†                                                   | 23 | St. Louis Cardinals San Francisco Giants                                             | Ferguson Jenkins†                                                   | 22 | [ 117 ] |
| 1971 | Ferguson Jenkins†                                                            | 24 | Chicago Cubs                                                                         | Steve Carlton† Al Downing Tom Seaver†                               | 20 | [ 118 ] |
| 1972 | Steve Carlton†                                                               | 27 | Philadelphia Phillies                                                                | Tom Seaver†                                                         | 21 | [ 119 ] |
| 1973 | Ron Bryant                                                                   | 24 | San Francisco Giants                                                                 | Jack Billingham Tom Seaver†                                         | 19 | [ 120 ] |
| 1974 | Andy Messersmith Phil Niekro†                                                | 20 | Los Angeles Dodgers Atlanta Braves                                                   | Jack Billingham Don Sutton†                                         | 19 | [ 121 ] |
| 1975 | Tom Seaver†                                                                  | 22 | New York Mets                                                                        | Randy Jones                                                         | 20 | [ 122 ] |
| 1976 | Randy Jones                                                                  | 22 | San Diego Padres                                                                     | Jerry Koosman Don Sutton†                                           | 21 | [ 123 ] |
| 1977 | Steve Carlton†                                                               | 23 | Philadelphia Phillies                                                                | Tom Seaver†                                                         | 21 | [ 124 ] |
| 1978 | Gaylord Perry†                                                               | 21 | San Diego Padres                                                                     | Ross Grimsley                                                       | 20 | [ 125 ] |
| 1979 | Joe Niekro Phil Niekro†                                                      | 21 | Houston Astros Atlanta Braves                                                        | Steve Carlton† J. R. Richard Rick Reuschel                          | 18 | [ 126 ] |
| 1980 | Steve Carlton†                                                               | 24 | Philadelphia Phillies                                                                | Joe Niekro                                                          | 20 | [ 127 ] |
| 1981 | Tom Seaver†                                                                  | 14 | Cincinnati Reds                                                                      | Steve Carlton† Fernando Valenzuela                                  | 13 | [ 128 ] |
| 1982 | Steve Carlton†                                                               | 23 | Philadelphia Phillies                                                                | Steve Rogers Fernando Valenzuela                                    | 19 | [ 129 ] |
| 1983 | John Denny                                                                   | 19 | Philadelphia Phillies                                                                | Bill Gullickson Steve Rogers Mario Soto                             | 17 | [ 130 ] |
| 1984 | Joaquín Andújar                                                              | 20 | St. Louis Cardinals                                                                  | Mario Soto                                                          | 18 | [ 131 ] |
| 1985 | Dwight Gooden                                                                | 24 | New York Mets                                                                        | Joaquín Andújar John Tudor                                          | 21 | [ 132 ] |
| 1986 | Fernando Valenzuela                                                          | 21 | Los Angeles Dodgers                                                                  | Mike Krukow                                                         | 20 | [ 133 ] |
| 1987 | Rick Sutcliffe                                                               | 18 | Chicago Cubs                                                                         | Shane Rawley                                                        | 17 | [ 134 ] |
| 1988 | Orel Hershiser Danny Jackson                                                 | 23 | Los Angeles Dodgers Cincinnati Reds                                                  | David Cone                                                          | 20 | [ 135 ] |
| 1989 | Mike Scott                                                                   | 20 | Houston Astros                                                                       | Greg Maddux†                                                        | 19 | [ 136 ] |
| 1990 | Doug Drabek                                                                  | 22 | Pittsburgh Pirates                                                                   | Ramón Martínez Frank Viola                                          | 20 | [ 137 ] |
| 1991 | Tom Glavine† John Smiley                                                     | 20 | Atlanta Braves Pittsburgh Pirates                                                    | Steve Avery                                                         | 18 | [ 138 ] |
| 1992 | Tom Glavine† Greg Maddux†                                                    | 20 | Atlanta Braves Chicago Cubs                                                          | Ken Hill Pedro Martínez† Mike Morgan Bob Tewksbury                  | 16 | [ 139 ] |
| 1993 | John Burkett Tom Glavine†                                                    | 22 | San Francisco Giants Atlanta Braves                                                  | Bill Swift                                                          | 21 | [ 140 ] |
| 1994 | Ken Hill Greg Maddux†                                                        | 16 | Montréal Expos Atlanta Braves                                                        | Danny Jackson Bret Saberhagen                                       | 14 | [ 141 ] |
| 1995 | Greg Maddux†                                                                 | 19 | Atlanta Braves                                                                       | Pete Schourek                                                       | 18 | [ 142 ] |
| 1996 | John Smoltz†                                                                 | 24 | Atlanta Braves                                                                       | Andy Benes                                                          | 18 | [ 143 ] |
| 1997 | Denny Neagle                                                                 | 20 | Atlanta Braves                                                                       | Shawn Estes Darryl Kile Greg Maddux†                                | 19 | [ 144 ] |
| 1998 | Tom Glavine†                                                                 | 20 | Atlanta Braves                                                                       | Shane Reynolds Kevin Tapani                                         | 19 | [ 145 ] |
| 1999 | Mike Hampton                                                                 | 22 | Houston Astros                                                                       | José Lima                                                           | 21 | [ 146 ] |
| 2000 | Tom Glavine†                                                                 | 21 | Atlanta Braves                                                                       | Darryl Kile                                                         | 20 | [ 147 ] |
| 2001 | Matt Morris Curt Schilling                                                   | 22 | St. Louis Cardinals Arizona Diamondbacks                                             | Randy Johnson†                                                      | 21 | [ 148 ] |
| 2002 | Randy Johnson†                                                               | 24 | Arizona Diamondbacks                                                                 | Curt Schilling                                                      | 23 | [ 149 ] |
| 2003 | Russ Ortiz                                                                   | 21 | Atlanta Braves                                                                       | Mark Prior Woody Williams                                           | 18 | [ 150 ] |
| 2004 | Roy Oswalt                                                                   | 20 | Houston Astros                                                                       | Roger Clemens Carl Pavano Jason Schmidt                             | 18 | [ 151 ] |
| 2005 | Dontrelle Willis                                                             | 22 | Florida Marlins                                                                      | Chris Carpenter                                                     | 21 | [ 152 ] |
| 2006 | Aaron Harang Derek Lowe Brad Penny John Smoltz† Brandon Webb Carlos Zambrano | 16 | Cincinnati Reds Los Angeles Dodgers Atlanta Braves Arizona Diamondbacks Chicago Cubs | Chris Carpenter Tom Glavine† Greg Maddux† Roy Oswalt Steve Trachsel | 15 | [ 153 ] |
| 2007 | Jake Peavy                                                                   | 19 | San Diego Padres                                                                     | Brandon Webb Carlos Zambrano                                        | 18 | [ 154 ] |
| 2008 | Brandon Webb                                                                 | 22 | Arizona Diamondbacks                                                                 | Tim Lincecum                                                        | 18 | [ 155 ] |
| 2009 | Adam Wainwright                                                              | 19 | St. Louis Cardinals                                                                  | Chris Carpenter                                                     | 17 | [ 156 ] |
| 2010 | Roy Halladay                                                                 | 21 | Philadelphia Phillies                                                                | Adam Wainwright                                                     | 20 | [ 157 ] |
| 2011 | Ian Kennedy Clayton Kershaw                                                  | 21 | Arizona Diamondbacks Los Angeles Dodgers                                             | Roy Halladay                                                        | 19 | [ 158 ] |
| 2012 | Gio Gonzalez                                                                 | 21 | Washington Nationals                                                                 | R.A. Dickey                                                         | 20 | [ 159 ] |
| 2013 | Adam Wainwright Jordan Zimmermann                                            | 19 | St. Louis Cardinals Washington Nationals                                             | Clayton Kershaw                                                     | 16 | [ 160 ] |
| 2014 | Clayton Kershaw                                                              | 21 | Los Angeles Dodgers                                                                  | Johnny Cueto Adam Wainwright                                        | 20 | [ 161 ] |
| 2015 | Jake Arrieta                                                                 | 22 | Chicago Cubs                                                                         | Gerrit Cole Zack Greinke                                            | 19 | [ 162 ] |
| 2016 | Max Scherzer                                                                 | 20 | Washington Nationals                                                                 | Jon Lester                                                          | 19 | [ 163 ] |
| 2017 | Clayton Kershaw                                                              | 18 | Los Angeles Dodgers                                                                  | Zach Davies Zack Greinke                                            | 17 | [ 164 ] |
| 2018 | Jon Lester Miles Mikolas Max Scherzer                                        | 18 | Chicago Cubs St. Louis Cardinals Washington Nationals                                | Kyle Freeland Aaron Nola                                            | 17 | [ 165 ] |
| 2019 | Stephen Strasburg                                                            | 18 | Washington Nationals                                                                 | Max Fried                                                           | 17 | [ 166 ] |

## Liga Americana

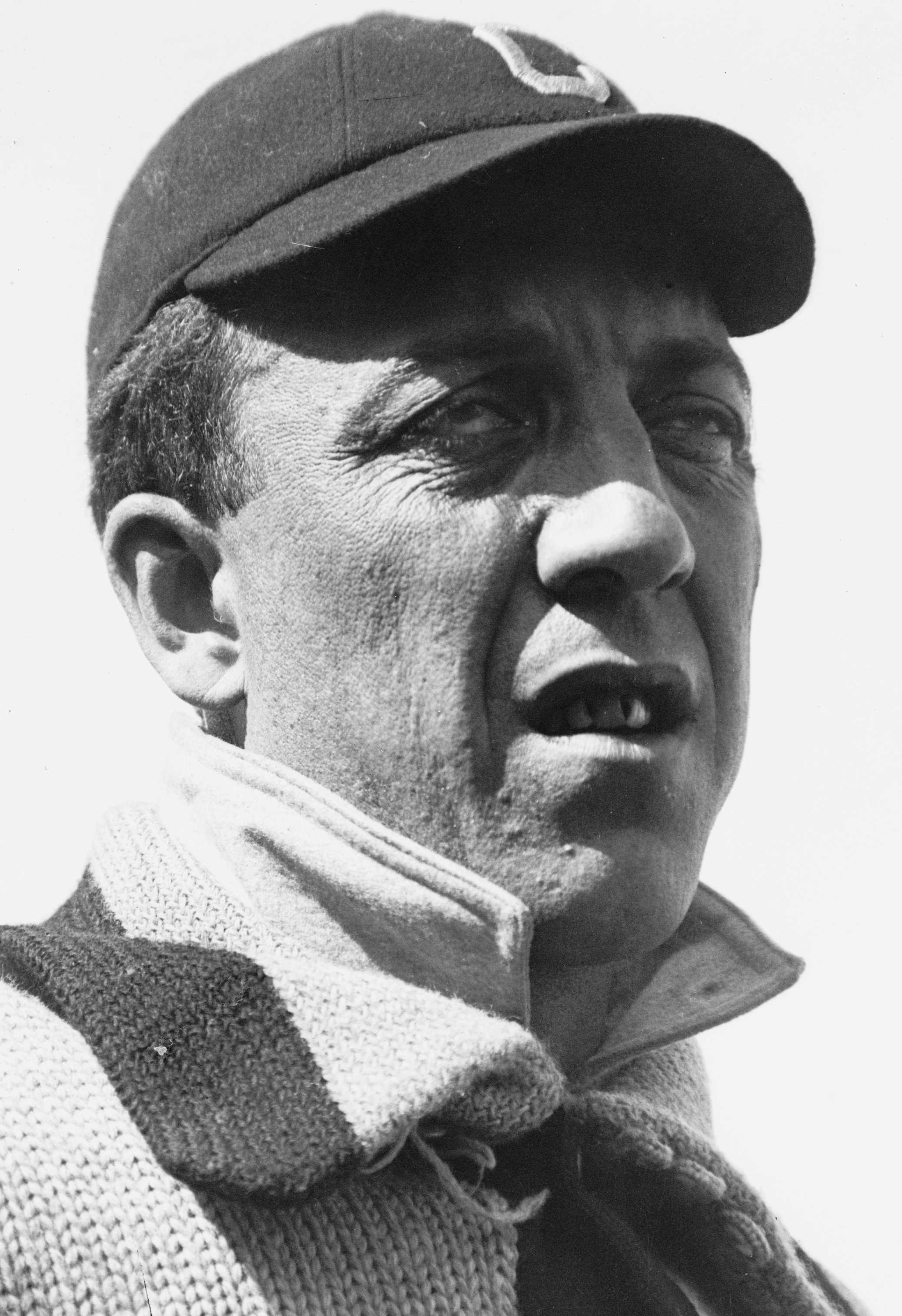
Addie Joss liderou a Liga Americana em vitórias em 1907.

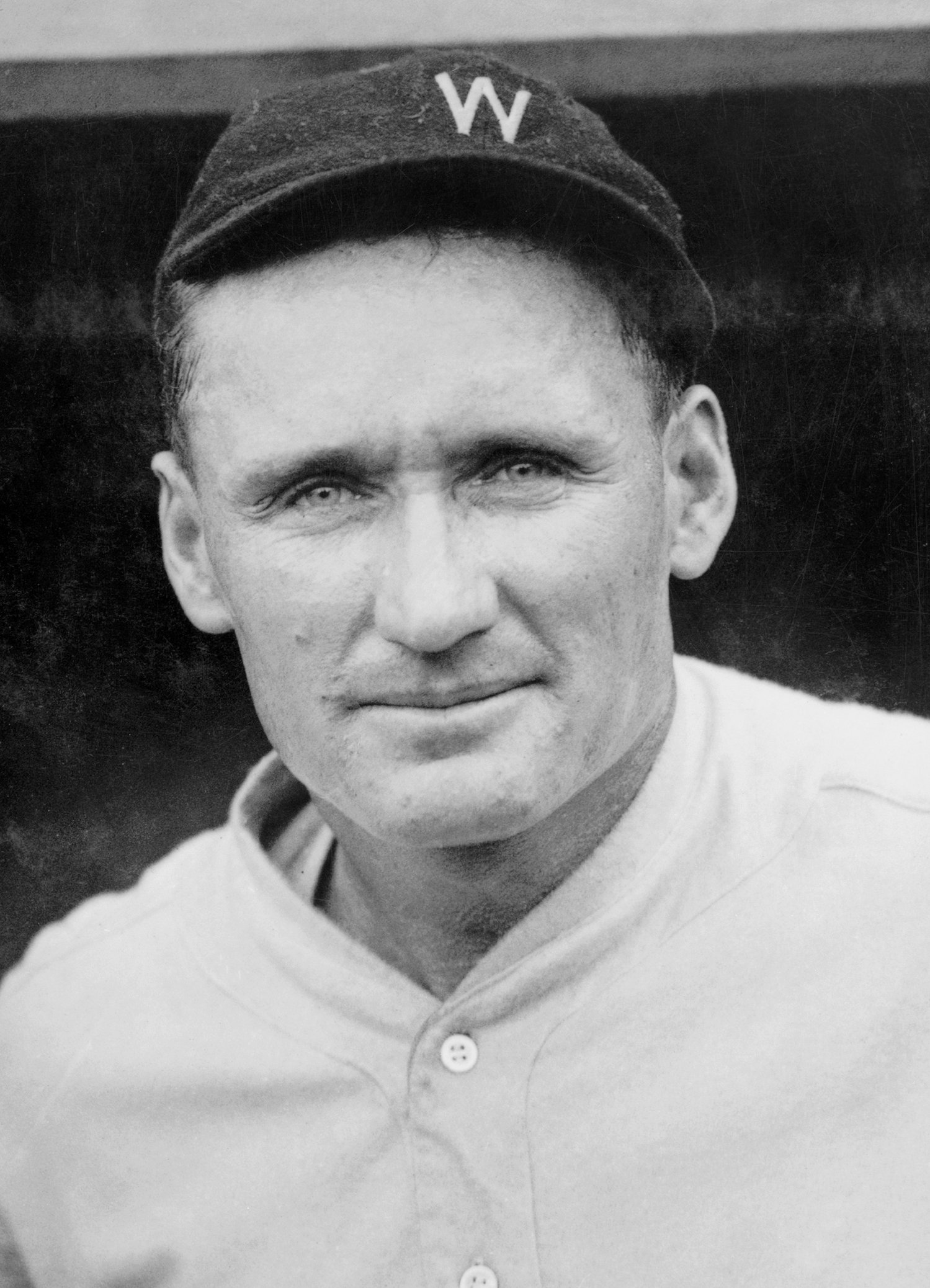
Além de liderar a Liga Americana em vitórias por seis vezes em sua carreira e vencer três Tríplices Coroas, Walter Johnson foi um dos cinco a ser eleitos para o Hall of Fame.

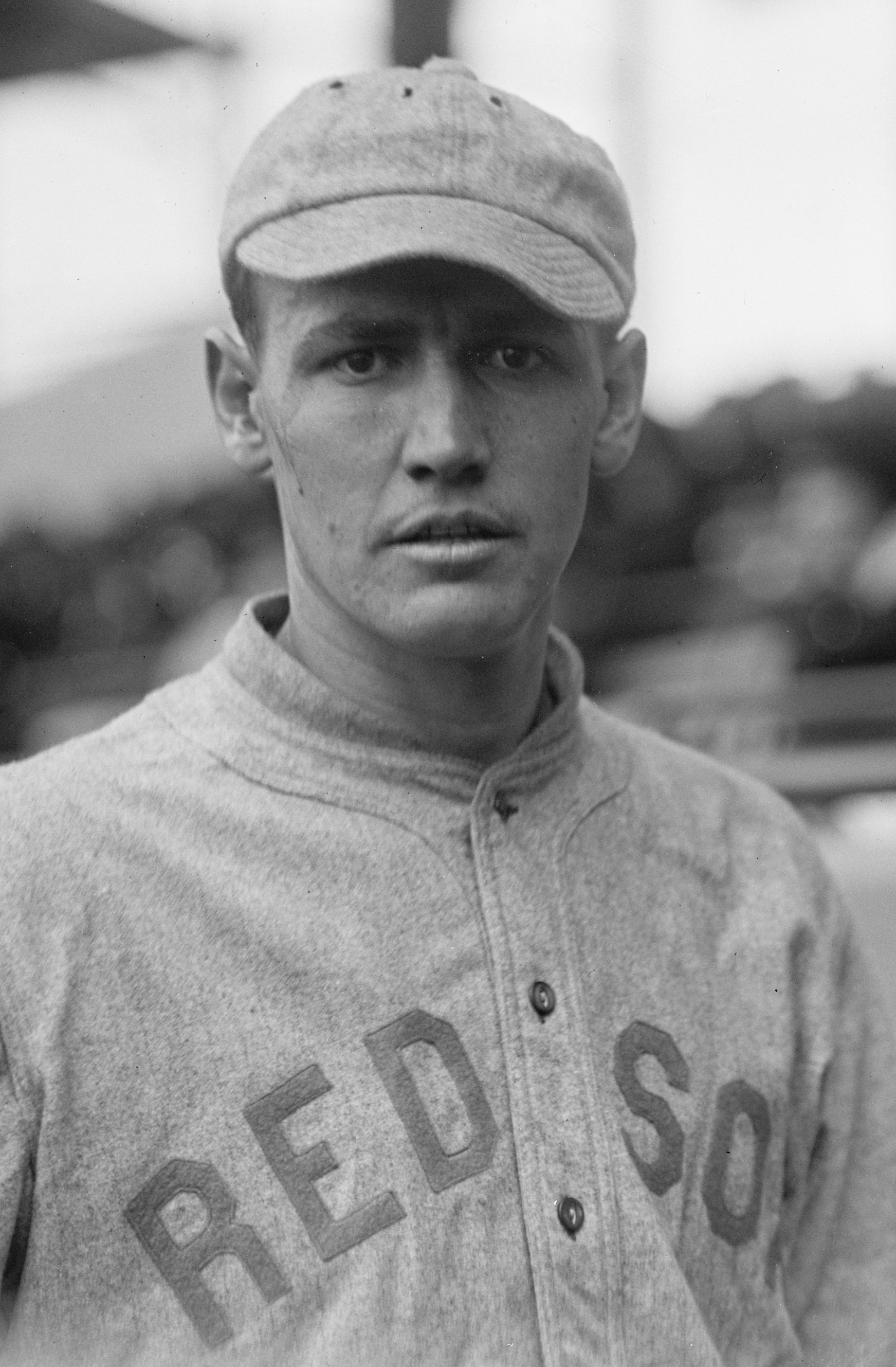
As 34 vitórias de Joe Wood em 1912 foram o maior número em sua carreira.

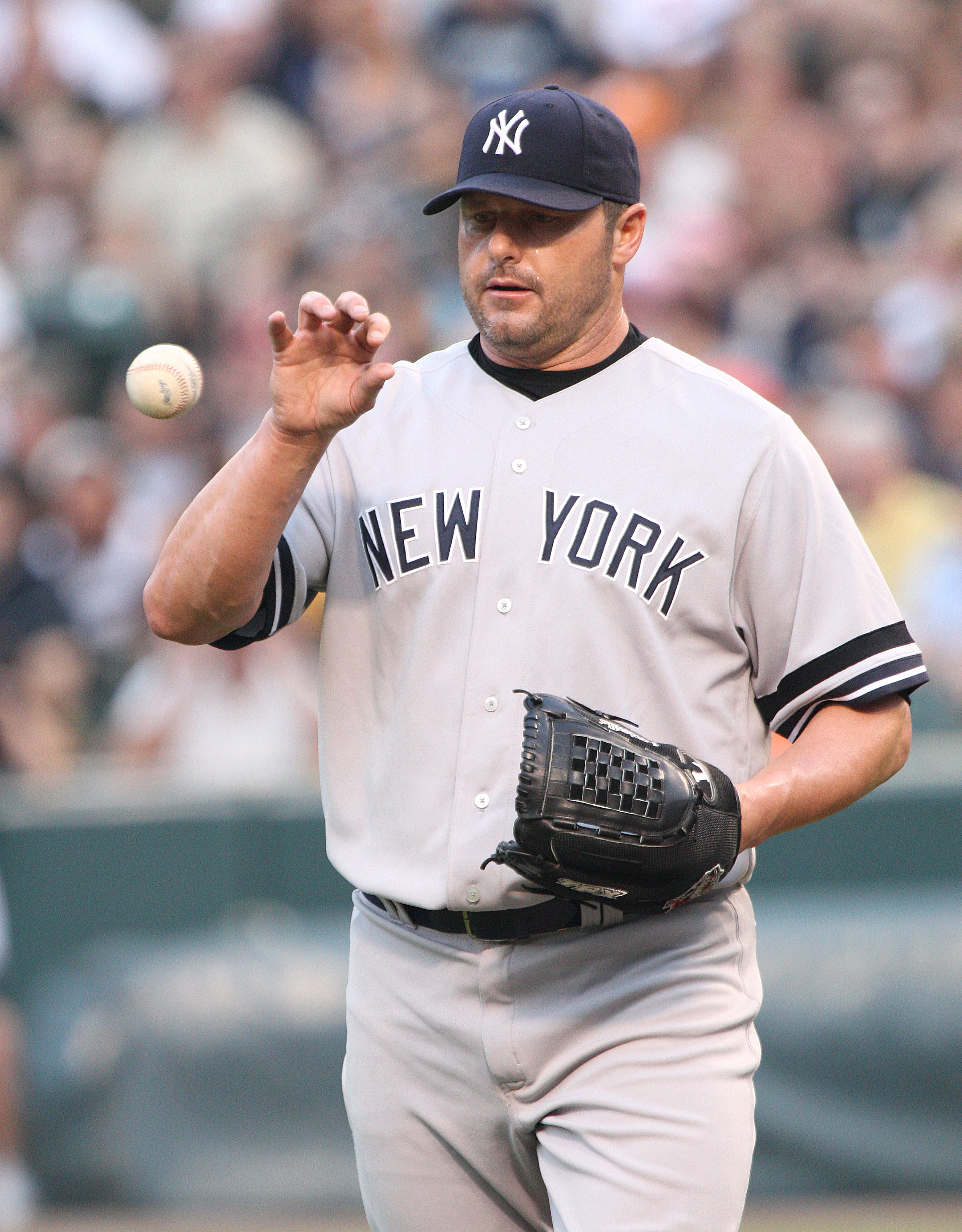
Roger Clemens venceu os títulos da Liga Americana em 1986 e 1987 pelo Red Sox e em 1997 e 1998 pelo Blue Jays.

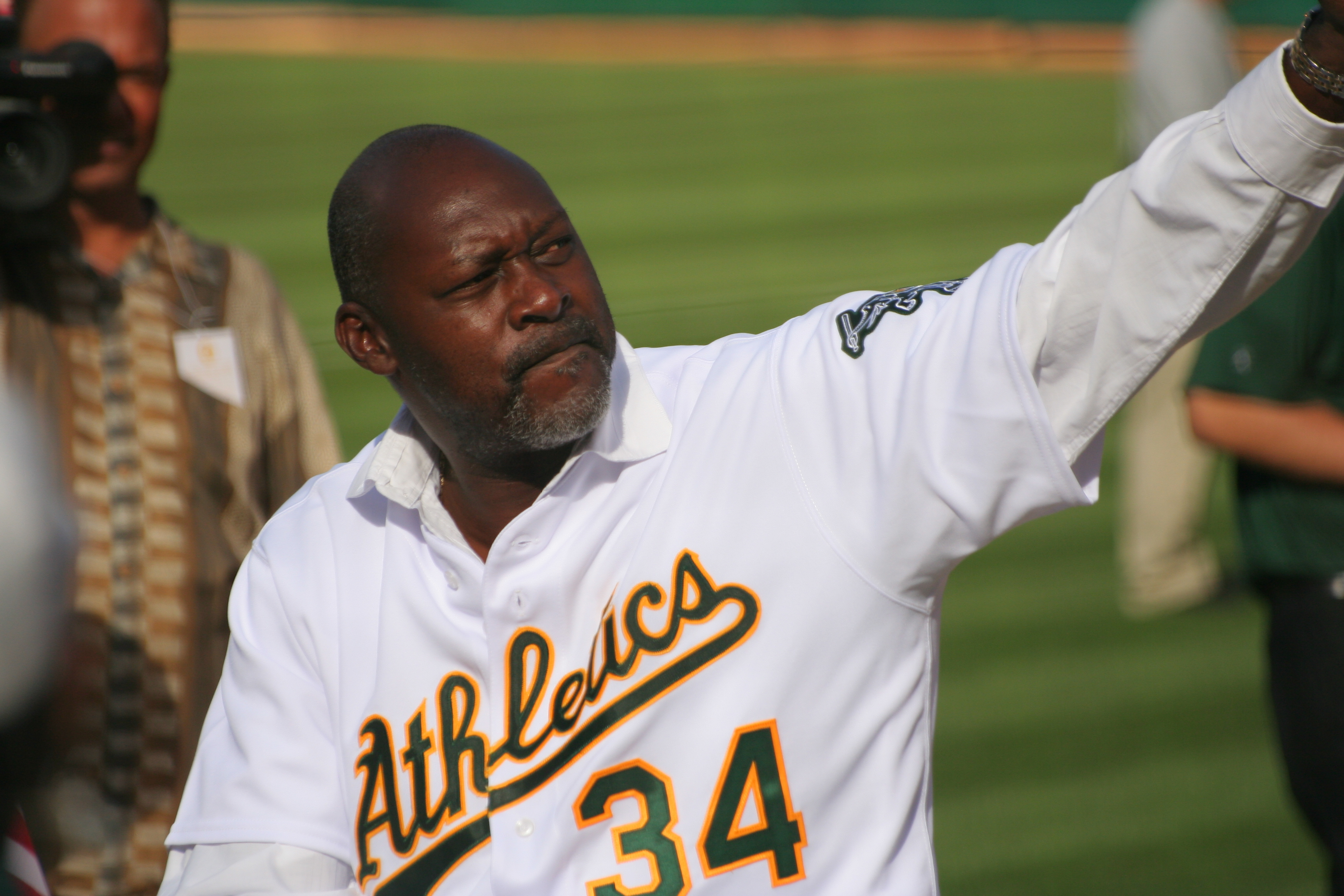
Dave Stewart venceu 20 jogos em 1987, terminando em segundo na LA. Venceu nas três temporadas seguintes.

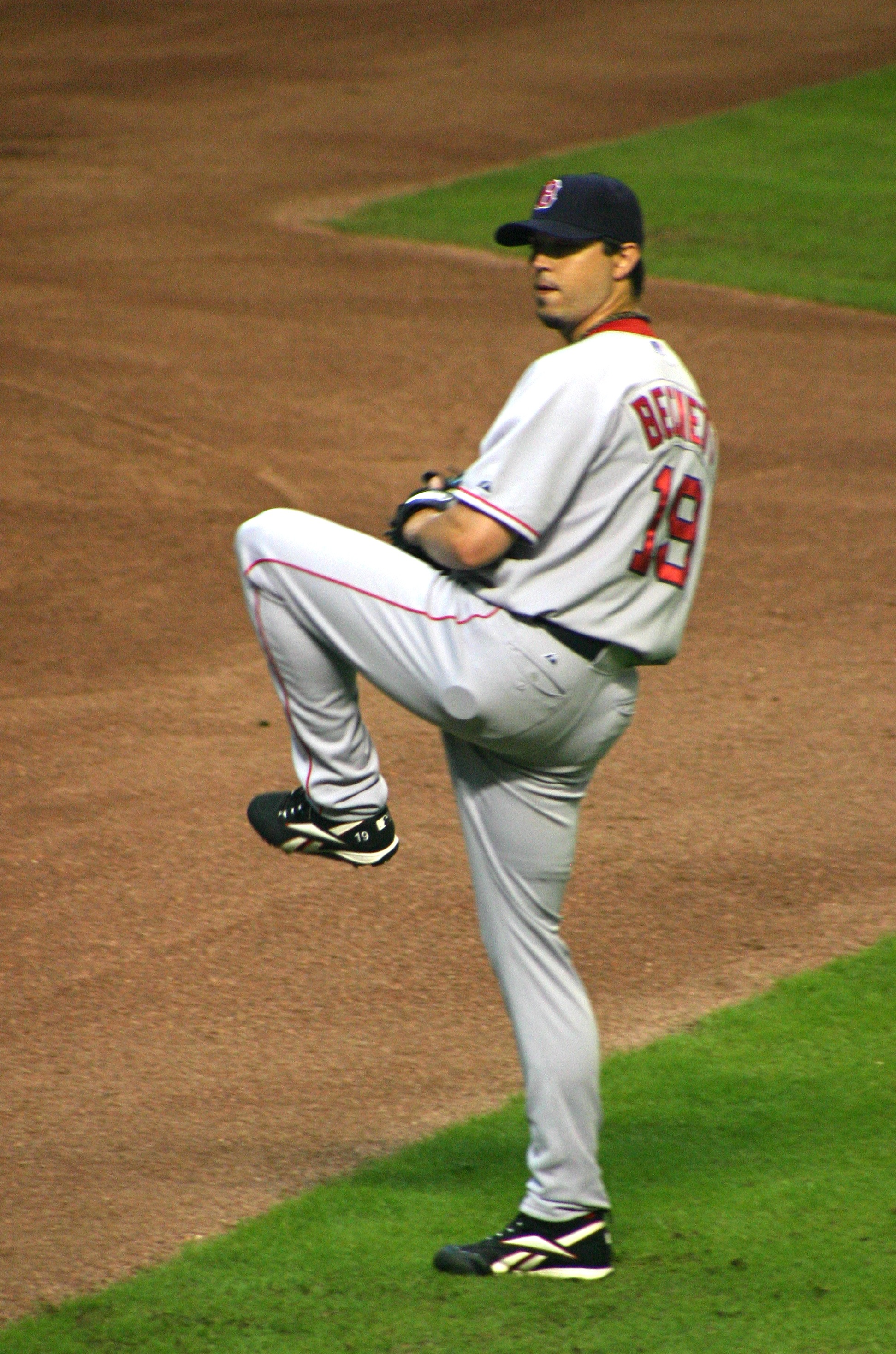
As 20 vitórias de Josh Beckett em 2007 deram o título da Liga Americana.

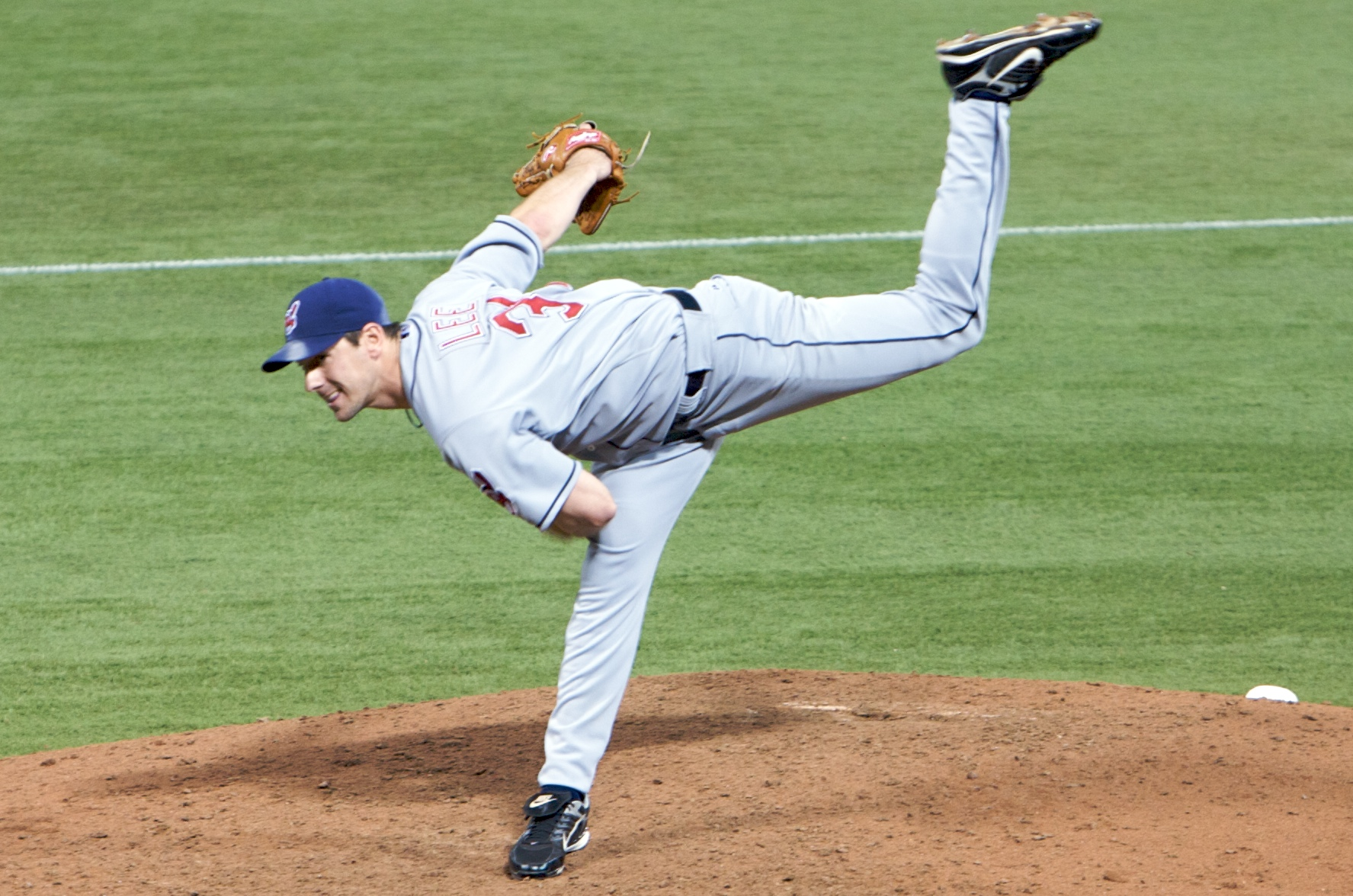
Cliff Lee conquistou o Cy Young Award em 2008 com 22 vitórias.

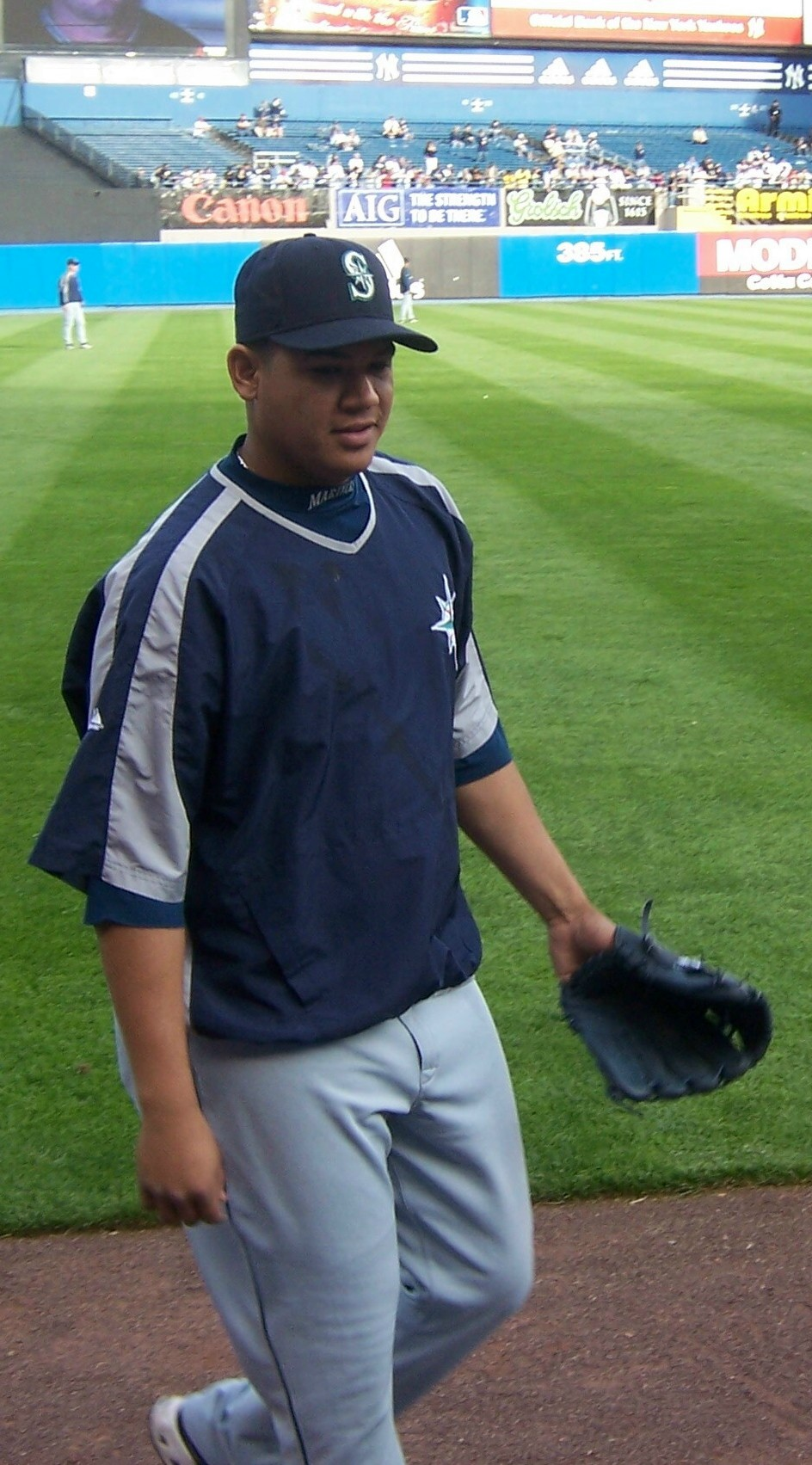
Félix Hernández venceu 19 jogos em 2009, um dos três arremessadores a conseguir este número.

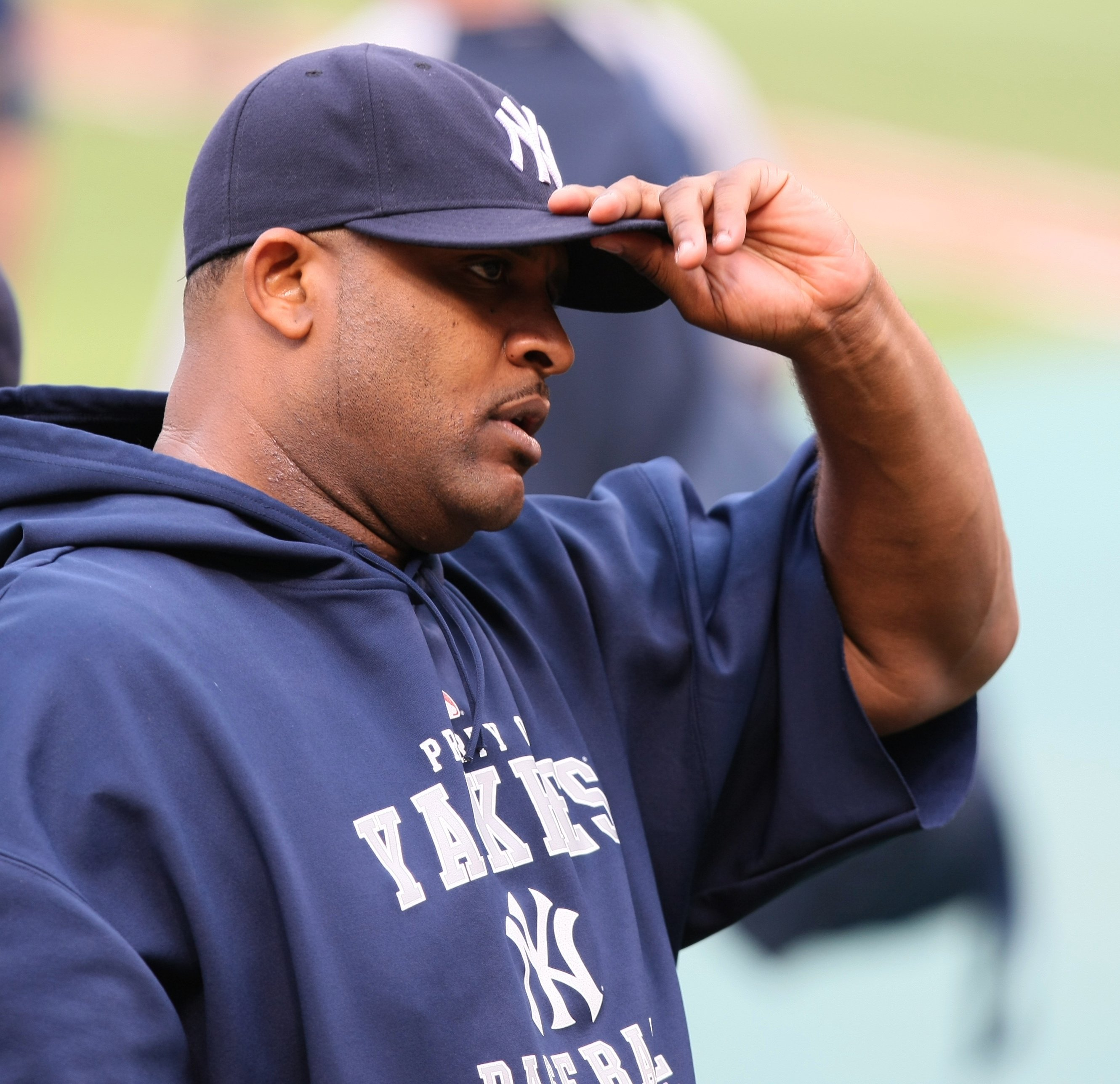
CC Sabathia iniciou no Jogo 1 da Série Mundial de 2009 após vencer 19 jogos pelo Yankess naquela temporada.

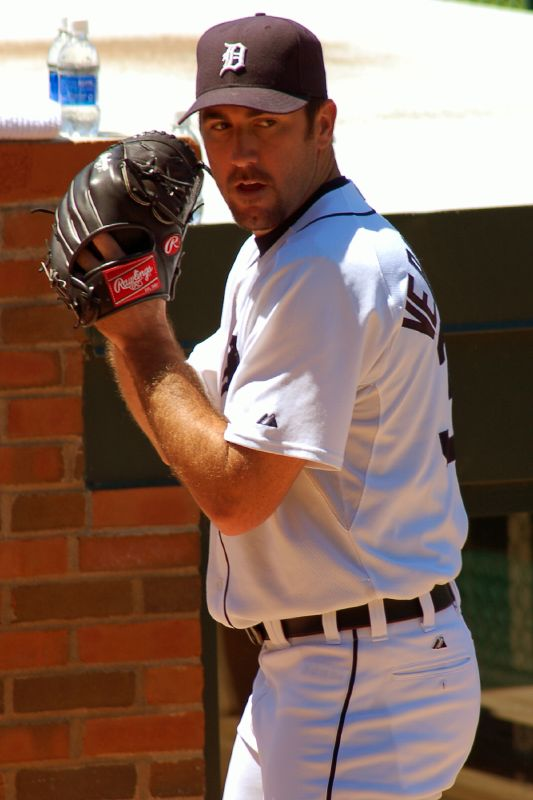
Justin Verlander também liderou a Liga Americana em strikeouts e entradas jogadas em 2009.

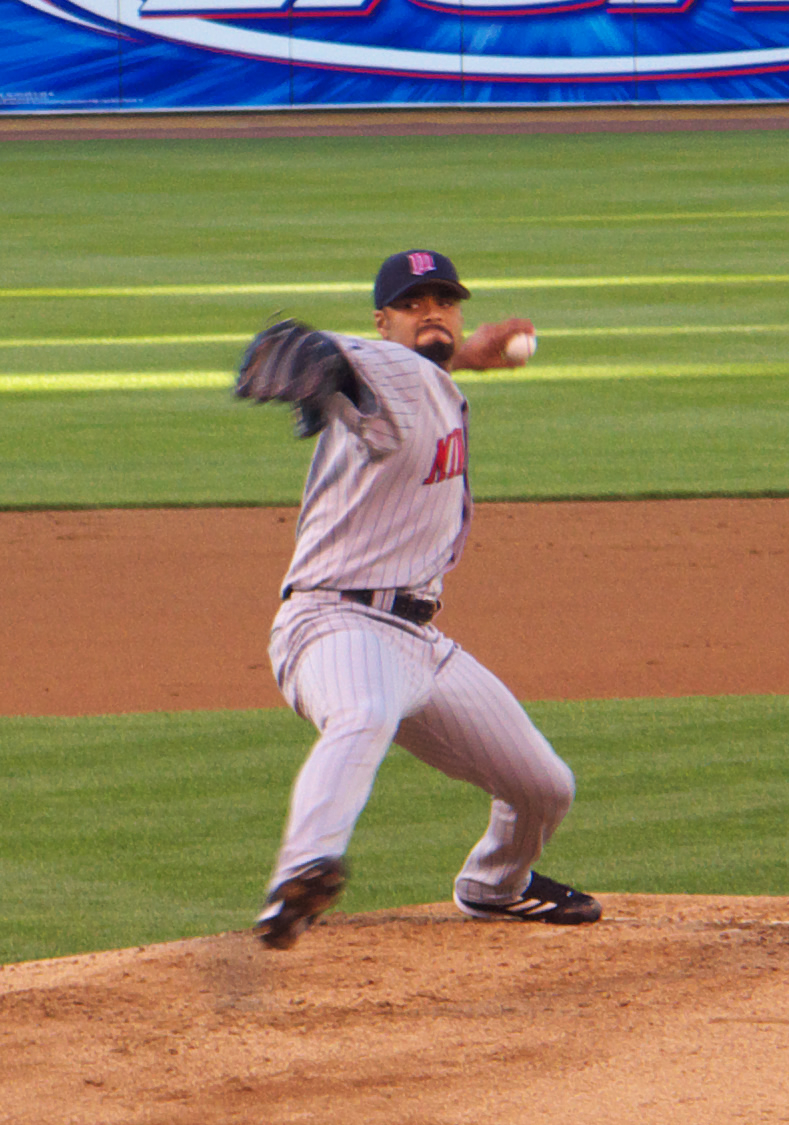
Johan Santana, vencedor da Tríplice Coroa de 2006 na Liga Americana.

| Ano  | Líder                                                    | W  | Time                                                                 | Vice-campeão                                               | W  | Ref     |
| ---- | -------------------------------------------------------- | -- | -------------------------------------------------------------------- | ---------------------------------------------------------- | -- | ------- |
| 1901 | Cy Young†                                                | 33 | Boston Americans                                                     | Joe McGinnity†                                             | 26 | [ 169 ] |
| 1902 | Cy Young†                                                | 32 | Boston Americans                                                     | Rube Waddell†                                              | 24 | [ 170 ] |
| 1903 | Cy Young†                                                | 28 | Boston Americans                                                     | Eddie Plank†                                               | 23 | [ 171 ] |
| 1904 | Jack Chesbro†                                            | 41 | New York Highlanders                                                 | Eddie Plank† Cy Young†                                     | 26 | [ 172 ] |
| 1905 | Rube Waddell†                                            | 27 | Philadelphia Athletics                                               | Eddie Plank†                                               | 24 | [ 173 ] |
| 1906 | Al Orth                                                  | 27 | New York Highlanders                                                 | Jack Chesbro†                                              | 23 | [ 174 ] |
| 1907 | Addie Joss† Doc White                                    | 27 | Cleveland Naps Chicago White Sox                                     | Bill Donovan Ed Killian                                    | 25 | [ 175 ] |
| 1908 | Ed Walsh†                                                | 40 | Chicago White Sox                                                    | Addie Joss† Ed Summers                                     | 24 | [ 176 ] |
| 1909 | George Mullin                                            | 29 | Detroit Tigers                                                       | Frank Smith                                                | 25 | [ 177 ] |
| 1910 | Jack Coombs                                              | 31 | Philadelphia Athletics                                               | Russ Ford                                                  | 26 | [ 178 ] |
| 1911 | Jack Coombs                                              | 28 | Philadelphia Athletics                                               | Ed Walsh†                                                  | 27 | [ 179 ] |
| 1912 | Joe Wood                                                 | 34 | Boston Red Sox                                                       | Walter Johnson†                                            | 33 | [ 180 ] |
| 1913 | Walter Johnson†                                          | 36 | Washington Senators                                                  | Cy Falkenberg                                              | 23 | [ 181 ] |
| 1914 | Walter Johnson†                                          | 28 | Washington Senators                                                  | Stan Coveleski†                                            | 22 | [ 182 ] |
| 1915 | Walter Johnson†                                          | 27 | Washington Senators                                                  | Hooks Dauss Red Faber† Jim Scott                           | 24 | [ 183 ] |
| 1916 | Walter Johnson†                                          | 25 | Washington Senators                                                  | Bob Shawkey                                                | 24 | [ 184 ] |
| 1917 | Eddie Cicotte                                            | 28 | Chicago White Sox                                                    | Babe Ruth†                                                 | 24 | [ 185 ] |
| 1918 | Walter Johnson†                                          | 23 | Washington Senators                                                  | Stan Coveleski†                                            | 22 | [ 186 ] |
| 1919 | Eddie Cicotte                                            | 29 | Chicago White Sox                                                    | Stan Coveleski†                                            | 24 | [ 187 ] |
| 1920 | Jim Bagby                                                | 31 | Cleveland Indians                                                    | Carl Mays                                                  | 26 | [ 188 ] |
| 1921 | Carl Mays Urban Shocker                                  | 27 | New York Yankees St. Louis Browns                                    | Red Faber†                                                 | 25 | [ 189 ] |
| 1922 | Eddie Rommel                                             | 27 | Philadelphia Athletics                                               | Joe Bush                                                   | 26 | [ 190 ] |
| 1923 | George Uhle                                              | 26 | Cleveland Indians                                                    | Hooks Dauss Sam Jones                                      | 21 | [ 191 ] |
| 1924 | Walter Johnson†                                          | 23 | Washington Senators                                                  | Herb Pennock†                                              | 21 | [ 192 ] |
| 1925 | Ted Lyons† Eddie Rommel                                  | 21 | Chicago White Sox Philadelphia Athletics                             | Stan Coveleski† Walter Johnson†                            | 20 | [ 193 ] |
| 1926 | George Uhle                                              | 27 | Cleveland Indians                                                    | Herb Pennock†                                              | 23 | [ 194 ] |
| 1927 | Waite Hoyt† Ted Lyons†                                   | 22 | New York Yankees Chicago White Sox                                   | Lefty Grove†                                               | 20 | [ 195 ] |
| 1928 | Lefty Grove† George Pipgras                              | 24 | Philadelphia Athletics New York Yankees                              | Waite Hoyt†                                                | 23 | [ 196 ] |
| 1929 | George Earnshaw                                          | 24 | Philadelphia Athletics                                               | Wes Ferrell                                                | 21 | [ 197 ] |
| 1930 | Lefty Grove†                                             | 28 | Philadelphia Athletics                                               | Wes Ferrell                                                | 25 | [ 198 ] |
| 1931 | Lefty Grove†                                             | 31 | Philadelphia Athletics                                               | Wes Ferrell                                                | 22 | [ 199 ] |
| 1932 | Alvin Crowder                                            | 26 | Washington Senators                                                  | Lefty Grove†                                               | 25 | [ 200 ] |
| 1933 | Alvin Crowder Lefty Grove†                               | 24 | Washington Senators Philadelphia Athletics                           | Earl Whitehill                                             | 22 | [ 201 ] |
| 1934 | Lefty Gomez†                                             | 26 | New York Yankees                                                     | Schoolboy Rowe                                             | 24 | [ 202 ] |
| 1935 | Wes Ferrell                                              | 25 | Boston Red Sox                                                       | Mel Harder                                                 | 22 | [ 203 ] |
| 1936 | Tommy Bridges                                            | 23 | Detroit Tigers                                                       | Vern Kennedy                                               | 21 | [ 204 ] |
| 1937 | Lefty Gomez†                                             | 21 | New York Yankees                                                     | Red Ruffing†                                               | 20 | [ 205 ] |
| 1938 | Red Ruffing†                                             | 21 | New York Yankees                                                     | Bobo Newsom                                                | 20 | [ 206 ] |
| 1939 | Bob Feller†                                              | 24 | Cleveland Indians                                                    | Red Ruffing†                                               | 21 | [ 207 ] |
| 1940 | Bob Feller†                                              | 27 | Cleveland Indians                                                    | Bobo Newsom                                                | 21 | [ 208 ] |
| 1941 | Bob Feller†                                              | 25 | Cleveland Indians                                                    | Thornton Lee                                               | 22 | [ 209 ] |
| 1942 | Tex Hughson                                              | 22 | Boston Red Sox                                                       | Tiny Bonham                                                | 21 | [ 210 ] |
| 1943 | Spud Chandler Dizzy Trout                                | 20 | New York Yankees Detroit Tigers                                      | Early Wynn†                                                | 18 | [ 211 ] |
| 1944 | Hal Newhouser†                                           | 29 | Detroit Tigers                                                       | Dizzy Trout                                                | 27 | [ 212 ] |
| 1945 | Hal Newhouser†                                           | 25 | Detroit Tigers                                                       | Dave Ferriss                                               | 21 | [ 213 ] |
| 1946 | Bob Feller† Hal Newhouser†                               | 26 | Cleveland Indians Detroit Tigers                                     | Dave Ferriss                                               | 25 | [ 214 ] |
| 1947 | Bob Feller†                                              | 20 | Cleveland Indians                                                    | Phil Marchildon Allie Reynolds                             | 19 | [ 215 ] |
| 1948 | Hal Newhouser†                                           | 21 | Detroit Tigers                                                       | Gene Bearden Bob Lemon†                                    | 20 | [ 216 ] |
| 1949 | Mel Parnell                                              | 25 | Boston Red Sox                                                       | Ellis Kinder                                               | 23 | [ 217 ] |
| 1950 | Bob Lemon†                                               | 23 | Cleveland Indians                                                    | Vic Raschi                                                 | 21 | [ 218 ] |
| 1951 | Bob Feller†                                              | 22 | Cleveland Indians                                                    | Ed Lopat Vic Raschi                                        | 21 | [ 219 ] |
| 1952 | Bobby Shantz                                             | 24 | Philadelphia Athletics                                               | Early Wynn†                                                | 23 | [ 220 ] |
| 1953 | Bob Porterfield                                          | 22 | Washington Senators                                                  | Bob Lemon† Mel Parnell                                     | 21 | [ 221 ] |
| 1954 | Bob Lemon† Early Wynn†                                   | 23 | Cleveland Indians                                                    | Bob Grim                                                   | 20 | [ 222 ] |
| 1955 | Whitey Ford† Bob Lemon† Frank Sullivan                   | 18 | New York Yankees Cleveland Indians Boston Red Sox                    | Bob Turley Early Wynn†                                     | 17 | [ 223 ] |
| 1956 | Frank Lary                                               | 21 | Detroit Tigers                                                       | Billy Hoeft Bob Lemon† Billy Pierce Herb Score Early Wynn† | 20 | [ 224 ] |
| 1957 | Jim Bunning† Billy Pierce                                | 20 | Detroit Tigers Chicago White Sox                                     | Tom Brewer Dick Donovan Tom Sturdivant                     | 16 | [ 225 ] |
| 1958 | Bob Turley                                               | 21 | New York Yankees                                                     | Billy Pierce                                               | 17 | [ 226 ] |
| 1959 | Early Wynn†                                              | 22 | Chicago White Sox                                                    | Cal McLish                                                 | 19 | [ 227 ] |
| 1960 | Chuck Estrada Jim Perry                                  | 18 | Baltimore Orioles Cleveland Indians                                  | Bud Daley                                                  | 16 | [ 228 ] |
| 1961 | Whitey Ford†                                             | 25 | New York Yankees                                                     | Frank Lary                                                 | 23 | [ 229 ] |
| 1962 | Ralph Terry                                              | 23 | New York Yankees                                                     | Dick Donovan Ray Herbert Camilo Pascual                    | 20 | [ 230 ] |
| 1963 | Whitey Ford†                                             | 24 | New York Yankees                                                     | Jim Bouton Camilo Pascual                                  | 21 | [ 231 ] |
| 1964 | Dean Chance Gary Peters                                  | 20 | Los Angeles Angels Chicago White Sox                                 | Wally Bunker Juan Pizarro Dave Wickersham                  | 19 | [ 232 ] |
| 1965 | Mudcat Grant                                             | 21 | Minnesota Twins                                                      | Mel Stottlemyre                                            | 20 | [ 233 ] |
| 1966 | Jim Kaat                                                 | 25 | Minnesota Twins                                                      | Denny McLain                                               | 20 | [ 234 ] |
| 1967 | Jim Lonborg Earl Wilson                                  | 22 | Boston Red Sox Detroit Tigers                                        | Dean Chance                                                | 20 | [ 235 ] |
| 1968 | Denny McLain                                             | 31 | Detroit Tigers                                                       | Dave McNally                                               | 22 | [ 236 ] |
| 1969 | Denny McLain                                             | 24 | Detroit Tigers                                                       | Mike Cuellar                                               | 23 | [ 237 ] |
| 1970 | Mike Cuellar Dave McNally Jim Perry                      | 24 | Baltimore Orioles Minnesota Twins                                    | Clyde Wright                                               | 22 | [ 238 ] |
| 1971 | Mickey Lolich                                            | 25 | Detroit Tigers                                                       | Vida Blue                                                  | 24 | [ 239 ] |
| 1972 | Gaylord Perry† Wilbur Wood                               | 24 | Cleveland Indians Chicago White Sox                                  | Mickey Lolich                                              | 22 | [ 240 ] |
| 1973 | Wilbur Wood                                              | 24 | Chicago White Sox                                                    | Joe Coleman                                                | 23 | [ 241 ] |
| 1974 | Catfish Hunter† Ferguson Jenkins†                        | 25 | Oakland Athletics Texas Rangers                                      | Steve Busby Mike Cuellar Nolan Ryan† Luis Tiant            | 22 | [ 242 ] |
| 1975 | Catfish Hunter† Jim Palmer†                              | 23 | New York Yankees Baltimore Orioles                                   | Vida Blue                                                  | 22 | [ 243 ] |
| 1976 | Jim Palmer†                                              | 22 | Baltimore Orioles                                                    | Luis Tiant                                                 | 21 | [ 244 ] |
| 1977 | Dave Goltz Dennis Leonard Jim Palmer†                    | 20 | Minnesota Twins Kansas City Royals Baltimore Orioles                 | Nolan Ryan†                                                | 19 | [ 245 ] |
| 1978 | Ron Guidry                                               | 25 | New York Yankees                                                     | Mike Caldwell                                              | 22 | [ 246 ] |
| 1979 | Mike Flanagan                                            | 23 | Baltimore Orioles                                                    | Tommy John                                                 | 21 | [ 247 ] |
| 1980 | Steve Stone                                              | 25 | Baltimore Orioles                                                    | Tommy John Mike Norris                                     | 22 | [ 248 ] |
| 1981 | Dennis Martínez Steve McCatty Jack Morris Pete Vuckovich | 14 | Baltimore Orioles Oakland Athletics Detroit Tigers Milwaukee Brewers | Dennis Leonard Scott McGregor                              | 13 | [ 249 ] |
| 1982 | LaMarr Hoyt                                              | 19 | Chicago White Sox                                                    | Larry Gura Pete Vuckovich Geoff Zahn                       | 18 | [ 250 ] |
| 1983 | LaMarr Hoyt                                              | 24 | Chicago White Sox                                                    | Richard Dotson                                             | 22 | [ 251 ] |
| 1984 | Mike Boddicker                                           | 20 | Baltimore Orioles                                                    | Bert Blyleven† Jack Morris                                 | 19 | [ 252 ] |
| 1985 | Ron Guidry                                               | 22 | New York Yankees                                                     | Bret Saberhagen                                            | 20 | [ 253 ] |
| 1986 | Roger Clemens                                            | 24 | Boston Red Sox                                                       | Jack Morris                                                | 21 | [ 254 ] |
| 1987 | Roger Clemens Dave Stewart                               | 20 | Boston Red Sox Oakland Athletics                                     | Mark Langston                                              | 19 | [ 255 ] |
| 1988 | Frank Viola                                              | 24 | Minnesota Twins                                                      | Dave Stewart                                               | 21 | [ 256 ] |
| 1989 | Bret Saberhagen                                          | 23 | Kansas City Royals                                                   | Dave Stewart                                               | 21 | [ 257 ] |
| 1990 | Bob Welch                                                | 27 | Oakland Athletics                                                    | Dave Stewart                                               | 22 | [ 258 ] |
| 1991 | Scott Erickson Bill Gullickson                           | 20 | Minnesota Twins Detroit Tigers                                       | Mark Langston                                              | 19 | [ 259 ] |
| 1992 | Kevin Brown Jack Morris                                  | 21 | Texas Rangers Toronto Blue Jays                                      | Jack McDowell                                              | 20 | [ 260 ] |
| 1993 | Jack McDowell                                            | 22 | Chicago White Sox                                                    | Pat Hentgen Randy Johnson†                                 | 19 | [ 261 ] |
| 1994 | Jimmy Key                                                | 17 | New York Yankees                                                     | David Cone Mike Mussina                                    | 16 | [ 262 ] |
| 1995 | Mike Mussina                                             | 19 | Baltimore Orioles                                                    | David Cone Randy Johnson†                                  | 18 | [ 263 ] |
| 1996 | Andy Pettitte                                            | 21 | New York Yankees                                                     | Pat Hentgen                                                | 20 | [ 264 ] |
| 1997 | Roger Clemens                                            | 21 | Toronto Blue Jays                                                    | Randy Johnson† Brad Radke                                  | 20 | [ 265 ] |
| 1998 | Roger Clemens David Cone Rick Helling                    | 20 | Toronto Blue Jays New York Yankees Texas Rangers                     | Pedro Martínez† Aaron Sele                                 | 19 | [ 266 ] |
| 1999 | Pedro Martínez†                                          | 23 | Boston Red Sox                                                       | Bartolo Colón Mike Mussina Aaron Sele                      | 18 | [ 267 ] |
| 2000 | Tim Hudson David Wells                                   | 20 | Oakland Athletics Toronto Blue Jays                                  | Andy Pettitte                                              | 19 | [ 268 ] |
| 2001 | Mark Mulder                                              | 21 | Oakland Athletics                                                    | Roger Clemens Jamie Moyer                                  | 20 | [ 269 ] |
| 2002 | Barry Zito                                               | 23 | Oakland Athletics                                                    | Derek Lowe                                                 | 21 | [ 270 ] |
| 2003 | Roy Halladay                                             | 22 | Toronto Blue Jays                                                    | Esteban Loaiza Jamie Moyer Andy Pettitte                   | 21 | [ 271 ] |
| 2004 | Curt Schilling                                           | 21 | Boston Red Sox                                                       | Johan Santana                                              | 20 | [ 272 ] |
| 2005 | Bartolo Colón                                            | 21 | Los Angeles Angels of Anaheim                                        | Jon Garland Cliff Lee                                      | 18 | [ 273 ] |
| 2006 | Johan Santana Chien-Ming Wang                            | 19 | Minnesota Twins New York Yankees                                     | Jon Garland                                                | 18 | [ 274 ] |
| 2007 | Josh Beckett                                             | 20 | Boston Red Sox                                                       | Fausto Carmona John Lackey C. C. Sabathia Chien-Ming Wang  | 19 | [ 275 ] |
| 2008 | Cliff Lee                                                | 22 | Cleveland Indians                                                    | Roy Halladay Mike Mussina                                  | 20 | [ 276 ] |
| 2009 | Félix Hernández CC Sabathia Justin Verlander             | 19 | Seattle Mariners New York Yankees Detroit Tigers                     | Josh Beckett Scott Feldman Roy Halladay                    | 17 | [ 277 ] |
| 2010 | CC Sabathia                                              | 21 | New York Yankees                                                     | Jon Lester David Price                                     | 19 | [ 278 ] |
| 2011 | Justin Verlander                                         | 24 | Detroit Tigers                                                       | CC Sabathia                                                | 19 | [ 279 ] |
| 2012 | David Price Jered Weaver                                 | 20 | Tampa Bay Rays Los Angeles Angels of Anaheim                         | Matt Harrison                                              | 18 | [ 280 ] |
| 2013 | Max Scherzer                                             | 21 | Detroit Tigers                                                       | Bartolo Colón                                              | 18 | [ 281 ] |
| 2014 | Corey Kluber Max Scherzer Jered Weaver                   | 18 | Cleveland Indians Detroit Tigers Los Angeles Angels of Anaheim       | Wei-Yin Chen Phil Hughes Jon Lester Matt Shoemaker         | 16 | [ 282 ] |
| 2015 | Dallas Keuchel                                           | 20 | Houston Astros                                                       | Collin McHugh                                              | 19 | [ 283 ] |
| 2016 | Rick Porcello                                            | 22 | Boston Red Sox                                                       | J. A. Happ                                                 | 20 | [ 284 ] |
| 2017 | Carlos Carrasco Corey Kluber Jason Vargas                | 18 | Cleveland Indians Kansas City Royals                                 | Trevor Bauer Drew Pomeranz Chris Sale                      | 17 | [ 285 ] |
| 2018 | Blake Snell                                              | 21 | Tampa Bay Rays                                                       | Corey Kluber                                               | 20 | [ 286 ] |
| 2019 | Justin Verlander                                         | 21 | Houston Astros                                                       | Gerrit Cole                                                | 20 | [ 287 ] |

## Outras grandes ligas

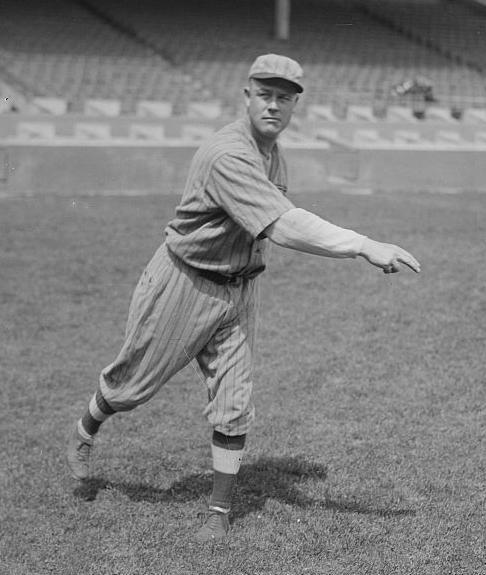
Claude Hendrix liderou a Federal League com 29 vitórias na temporada inaugural.

| Ano  | Líder                | W  | Time                                     | Liga                 | Vice-campeão            | W  | Ref     |
| ---- | -------------------- | -- | ---------------------------------------- | -------------------- | ----------------------- | -- | ------- |
| 1882 | Will White           | 40 | Cincinnati Red Stockings                 | American Association | Tony Mullane            | 30 | [ 288 ] |
| 1883 | Will White           | 43 | Cincinnati Red Stockings                 | American Association | Tim Keefe†              | 41 | [ 289 ] |
| 1884 | Guy Hecker           | 52 | Louisville Eclipse                       | American Association | Tim Keefe† Jack Lynch   | 37 | [ 290 ] |
| 1884 | Bill Sweeney         | 40 | Baltimore Monumentals                    | Union Association    | Hugh Daily              | 28 | [ 291 ] |
| 1885 | Bob Caruthers        | 40 | St. Louis Browns                         | American Association | Ed Morris               | 39 | [ 292 ] |
| 1886 | Dave Foutz Ed Morris | 41 | St. Louis Browns Pittsburg Alleghenys    | American Association | Toad Ramsey             | 38 | [ 293 ] |
| 1887 | Matt Kilroy          | 46 | Baltimore Orioles                        | American Association | Toad Ramsey             | 37 | [ 294 ] |
| 1888 | Silver King          | 45 | St. Louis Browns                         | American Association | Ed Seward               | 35 | [ 295 ] |
| 1889 | Bob Caruthers        | 40 | Brooklyn Bridegrooms                     | American Association | Silver King             | 35 | [ 296 ] |
| 1890 | Sadie McMahon        | 36 | Philadelphia Athletics Baltimore Orioles | American Association | Scott Stratton          | 34 | [ 297 ] |
| 1890 | Mark Baldwin         | 33 | Chicago Pirates                          | Players' League      | Silver King Gus Weyhing | 30 | [ 298 ] |
| 1891 | Sadie McMahon        | 35 | Baltimore Orioles                        | American Association | George Haddock          | 34 | [ 299 ] |
| 1914 | Claude Hendrix       | 29 | Chicago Chi-Feds                         | Federal League       | Jack Quinn              | 26 | [ 300 ] |
| 1915 | George McConnell     | 25 | Chicago Chi-Feds                         | Federal League       | Frank Allen             | 23 | [ 301 ] |

## Footnotes
- a As "grandes ligas" reconhecidas incluem as atuais Liga Americana e Liga Nacional e diversas outras ligas extintas—a  American Association, a Federal League, a Players' League e a Union Association.[302]
- b  Um arremessador deve atuar no mínimo uma entrada por jogo pelo seu time durante uma temporada (atualmente 162 entradas em 162 jogos) para se qualificar ao título em vitórias.[303]